# Vindunum

Simulation des différentes alimentations en eau de Vindunum. Ce plan est une reproduction du plan se trouvant au musée archéologique "Carré Plantagenêt" du Mans d'après le plan fourni par Bernard BAUDOIN. Les droits d'auteurs de ce plan concernent l'aqueduc de l'hopitau: dénomination et tracé, la conduite d'Isaac: dénomination et tracé et l'aqueduc des Fontenelles pour son tracé à l'intérieur de l'enceinte romaine.

Vindunum (ou aussi Vindinum) est le nom antique de l'actuelle ville du Mans, capitale de la tribu des Aulerques Cénomans et plus tard de tous les Aulerques. L'espace urbain de cette cité semble avoir été sédentarisé dès le troisième millénaire avant notre ère. La fondation de la ville remonte au-delà de -50. Ses habitants y sont nommés par César dans sa Guerre des Gaules. La ville devient romaine en -56 et va prendre le nom de la tribu des Cénomans dont elle était la civitas, d'où Celmans au VIIe siècle. La fin chronologique de la ville antique ne se situe que pendant le VIe siècle, allant de pair avec la fin de la christianisation ne s'effectuant qu'à partir de 453. On estime l'arrêt définitif des derniers rites païens dans la cité gallo-romaine avec la prise du Mans par Clovis en 510. Désormais, ce sera l'avènement au fil des siècles de la cité médiévale du Vieux-Mans.

## Dénomination et étymologie

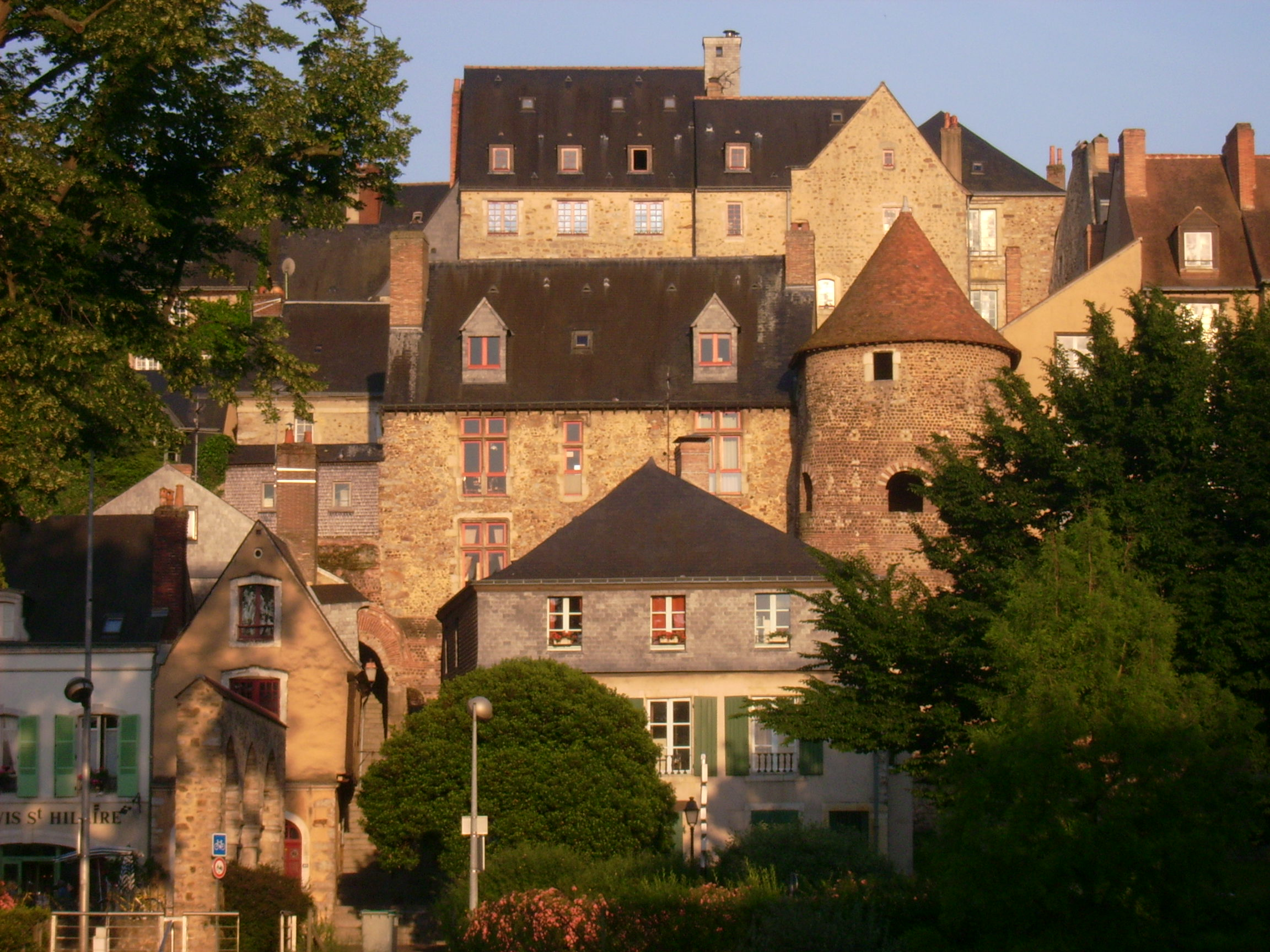
Vue du mur d'enceinte nord-est du Vieux Mans

Le nom est attesté dès l'époque gauloise sous la forme Vindinon au IIe siècle av. J.-C. À l'époque gallo-romaine, le nom de Vindunum est mentionné par le géographe Ptolémée.
On trouve également le nom de Vindinium sur une borne de la voie romaine XVI CAESARODUNUM AD VINDINIUM à 500 m au sud de Vaas.
Le nom est d'origine celtique: Vindinon ou Vindunum  qui serait composé de Vindo- « blanc, brillant », associé à une idée de sacré, et de dunum « citadelle, enceinte fortifiée, mont ». Vindunum serait donc « la citadelle blanche », à comprendre comme « la citadelle sacrée ».
Remarques : Les formes Sub dinnum ou Suindinum relevées sur la Table de Peutinger ou son interprétation sont des cacographies manifestes. Selon Pline, Vindunum proviendrait de Vend-dunum ou « villes des Vendes », peuple d’Europe centrale, étymologie sans fondement.

## Archéologie

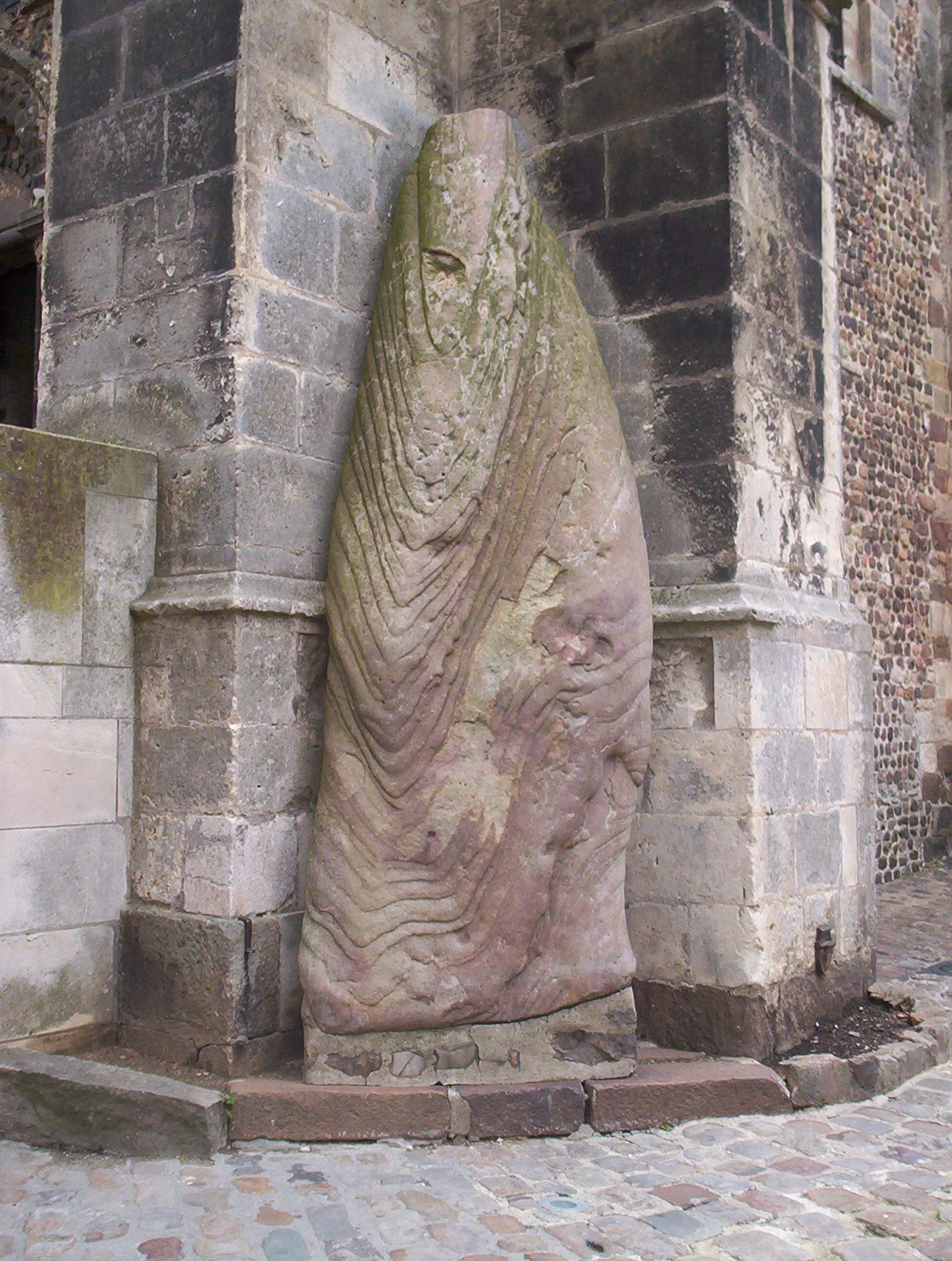
Le menhir de l'actuelle cathédrale

Les Cénomans, qui donneront bien plus tard son nom à la ville elle-même, sont d'abord un peuple installé sur ce qui est aujourd'hui la ville du Mans. Ils étaient le plus important des peuples Aulerques, regroupant les Diablinthes de l'actuel Mayenne et les Eburovices de l'actuel Eure qui avaient au Ier siècle pour chef-lieu respectivement Noviodunum et Gisacum. En -500, les Cénomans, alors guidés par Elitovius s'enfoncent en Italie et fondent d'abord la colonie de Cénomanie. Ils seront plus tard les fondateurs de Crémone et de Mantoue. On sait par ailleurs que les Cénomans participèrent au pillage de Rome, avec d'autres peuplades de Gaule, en -390. Plus aucun vestige du passé celtique visible ne subsiste au Mans mis à part la pierre  levée accolée à la cathédrale. La tradition veut que l'oppidum ayant préexisté à toute ville ait été situé à l'emplacement actuel du vieux-Mans. Cependant des géographes ont toujours contesté cette hypothèse, supposant son existence à Sargé, d'autres à l'Eperon, sans compter la controverse posée par le site d'Allonnes. Les historiens s'accordent à délimiter un territoire d'environ cinq kilomètres sur lesquels l'oppidum aurait pu se trouver. La géographie laisse apparaitre trois plateaux haut placés, situés sur la rive gauche de la Sarthe, alimentés par un même ruisseau. Trois possibilités qui n'ont jamais pu être vérifiées du fait des nombreuses constructions et reconstructions.
Toutefois les fouilles récentes faites par l'Inrap, lors de la construction de l'espace culturel des Jacobins, ont permis de découvrir un quartier méconnu de la ville antique, sous lequel ont été mises en évidence des occupations antérieures remontant les origines de la ville à l'époque de l'indépendance gauloise.

### La légende
Les origines du Mans sont peu connues et se trouvent donc remplies de mystères. Le plus étrange demeure celui de « La pierre au Lait » ou petra lata. Ce mystérieux dolmen fut longtemps le plus vieux vestige des premiers hommes installés au Mans,. La légende dit qu'il était alors le centre de la première communauté celtique du Maine. Il  était situé sur l'actuelle place Saint-Pierre, face au portail de la cathédrale. Le dolmen qui servit au XVe siècle à la décapitation d'opposants aux Anglais occupant la ville, fut détruit en 1778. Aujourd'hui, la légende s'est reposée sur le mystérieux menhir qui serait issu de ce dolmen. Appelé « menhir de la cathédrale » et à la forme étrange, il semble représenter un géant, comme drapé dans une toge. L'état de conservation d'une telle pierre est remarquable. La tradition et le folklore local veulent que les visiteurs placent leur index au centre de la statue où un emplacement de cette taille y est étonnement creusé. Ceci est un signe de témoignage de son passage, de communication avec les anciens et de félicité pour sa vie future dans la cité. Le menhir est toujours au cœur de la cité médiévale.

## Géographie

### Le site original, première urbanisation

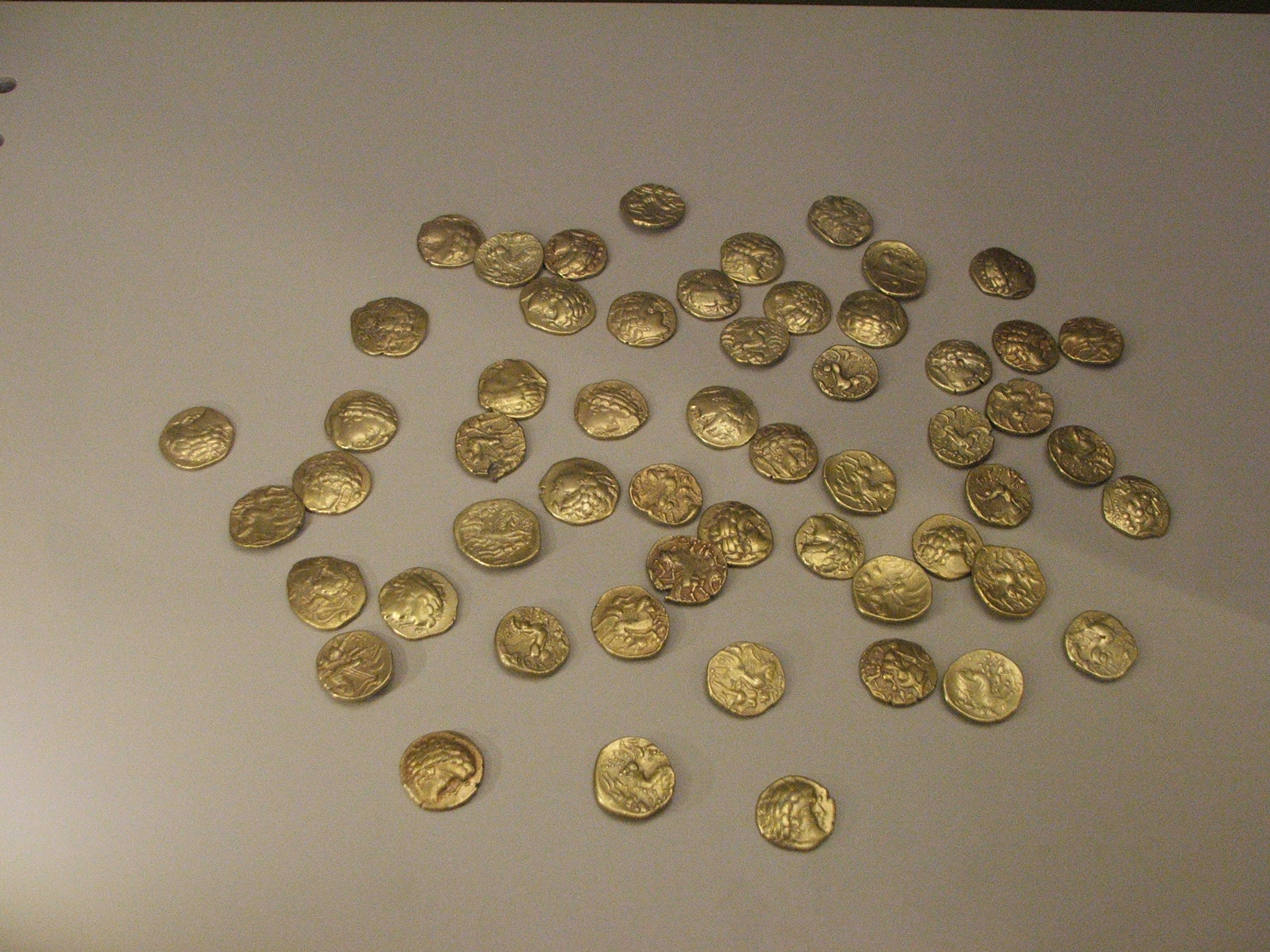
Le trésor des Sablons datant du

La ville est dès son origine située sur la rive gauche de la Sarthe. Le site au Ier siècle est assez peu important. Il est difficile de savoir où se trouvaient exactement les hommes avant l'avènement des Romains. Des quartiers éloignés du centre-ville ont révélé des traces d'occupation simultanée voire antérieure, comme à Pontlieue et à la Mission. En 1997, on retrouve en sondant les bords de l'Huisne, un trésor datant du Ier siècle av. J.-C. Il semble témoigner de l'installation des Cénomans dès cette époque dans la ville. Ce trésor composé de 152 monnaies gauloises fut nommé trésor des Sablons. Sur celles-si on peut voir de nombreuses effigies de Philippe II de Macédoine. Le site est situé à la confluence d'une voie navigable (Sarthe) et de plusieurs routes importantes. De plus, la ville est le centre naturel et géographique de la région des Aulerques. D'un point de vue plus restreint le site est le lieu de confluence entre la Sarthe et le ruisseau d'Isaac approvisionnant la ville en eaux. Vindunum va prendre cette confluence comme point de départ, puis s'étendre en suivant l'axe du vallon jusqu'au plateau de Sargé-lès-le-Mans. Le ruisseau déborde naturellement et s'élargit entre l'actuel théâtre municipal, la percée central dans le quartier Saint-Nicolas et ce, jusqu'à l'église de la Couture. Quant à la ville, elle sera frappée dès le Ier siècle par deux grands aspects urbains : celui de la naissance d'une ville spontanée et anarchique (surtout au bord de la Sarthe), puis celui d'un site vierge sculpté par une volonté préétablie et selon une réflexion d'urbanisation spécifique et ordonnée. Les plus anciennes organisations urbaines de Vindunum semblent dater de 8 av. J.-C. Cette première agglomération était située au sud, derrière l'actuel vieux-Mans, près de l'avenue Rostov-sur-le-Don. Les constructions typiquement romaines modifieront le paysage urbain à partir de 50 apr. J.-C. avec l'avènement de Claude. C'est également à cette époque que les grands monuments publics et privés s'organiseront dans la cité.

### Extension de la cité sous le Haut-Empire

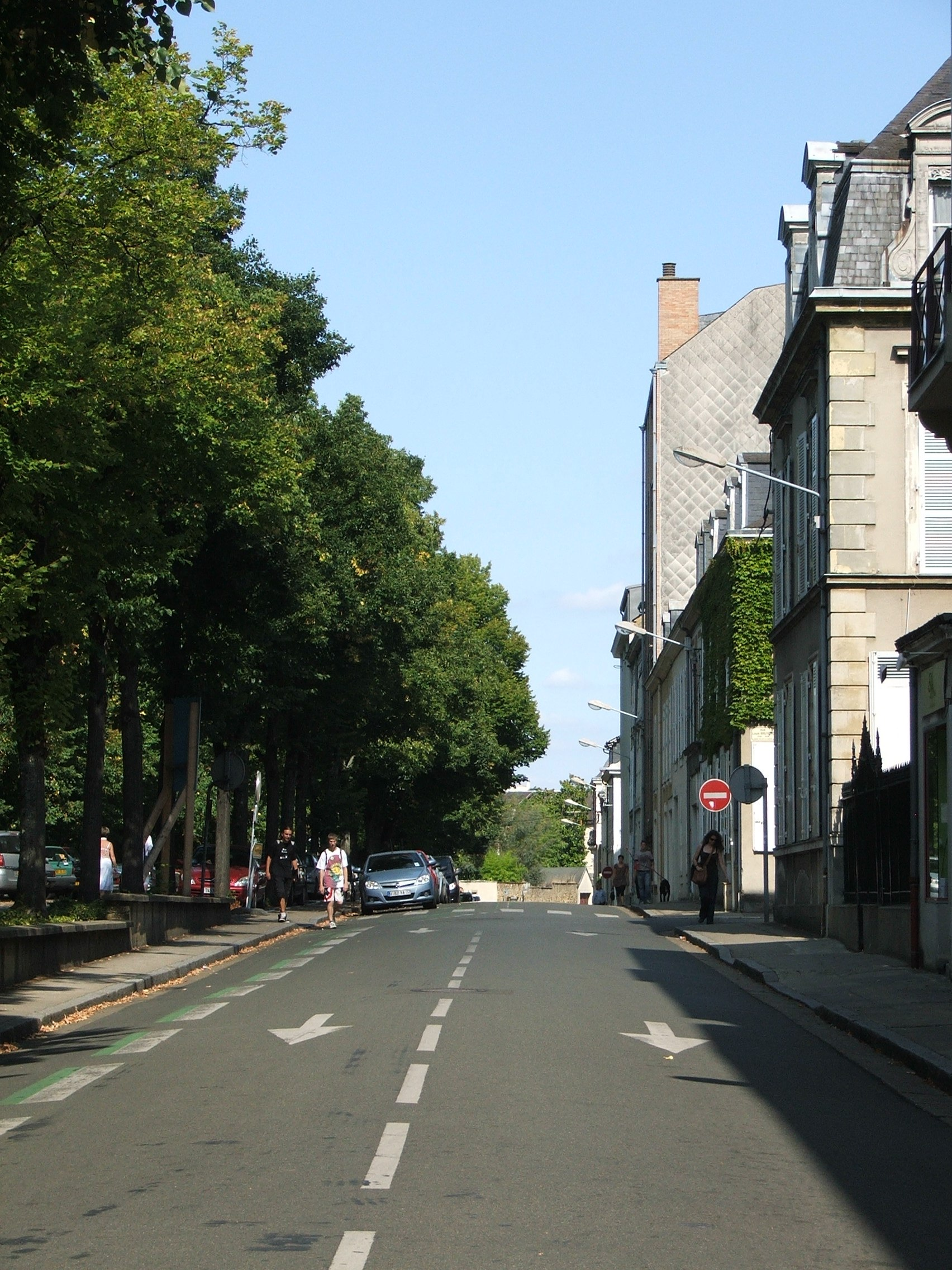
Actuelle rue du Cirque

La ville romaine s'étendait bien au-delà du Vieux-Mans. Au moment du haut-Empire romain, la cité devait s'étendre sur environ 100 ha dont la moitié comme centre urbain densément peuplé avec des infrastructures en dur. Des vestiges furent retrouvés sur l'actuelle Place de l’Éperon, dans le quartier des Halles, et jusque sur la place de la République dans le quartier Saint-Nicolas, sans oublier les vestiges des arènes, sous l'actuel quartier des Jacobins. Le Vieux-Mans en revanche, reste un mystère. Il est difficile de définir sa géographie avec certitude et ce pour deux raisons. D'abord, le site fut profondément remanié dès le IIIe siècle à cause de la création de la muraille. Cela entraîna un rehaussement de l'ensemble du site. Ensuite, le quartier fut à maintes reprises urbanisé et à chaque fois de façon relativement dense. Les nombreuses caves creusées par les propriétaires privés ont probablement détruit bon nombre de vestiges enfouis sous la butte. Cependant, il est avéré que le site du forum antique se trouve sous l'actuelle Cathédrale-Saint-Julien, cette transformation du païen en sacré étant monnaie courante dans de nombreuses villes. Dès la moitié du Ier siècle, la ville est ainsi déjà composée de plusieurs quartiers: à l'est du vieux-Mans le quartier des thermes, sur l'actuelle place de la cathédrale, celui du forum, à l'extrémité sud de l'actuelle place des jacobins, on trouve un autre quartier urbain. Le quartier des thermes est l'un des plus importants en termes de fréquentation. Juste derrière, proche de la Sarthe, on trouve le quartier du marché couvert. Le port antique devait alors subsister sur la rive gauche entre cet endroit et l'extrémité est du vieux-mans. Ce quartier n'était pas des plus pauvres puisqu'on a retrouvé au nord deux hypocaustes et des baignoires, ce qui devait correspondre à des thermes privés. Ce quartier devait abriter quelques dignitaires de la ville car seuls quelques rares privilégiés avaient l'autorisation de "se brancher" sur le système d'alimentation générale de la ville. Mais on a également retrouvé trois fours dans des endroits différents de cet ensemble. Tout porte à croire que des artisans, vraisemblablement des verriers et des forgerons aient également vécu ici. Ce quartier, comme celui des thermes ou le plateau Saint-Nicolas va être petit à petit délaissé puis abandonné au cours du IIIe siècle, avec l'enfermement des habitants sur la butte du vieux-mans.

### Enfermement sous le Bas-Empire

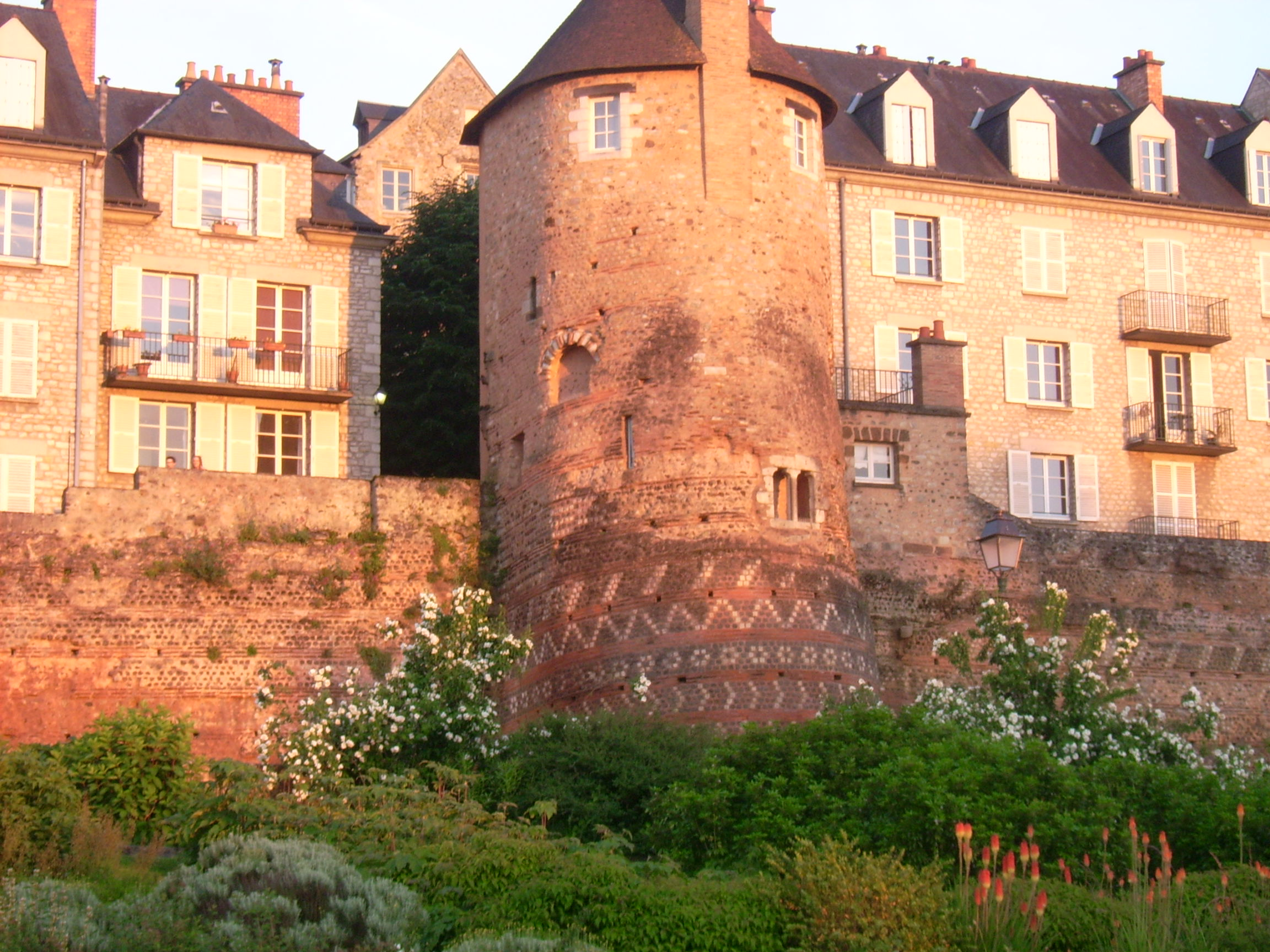
Vue de la muraille nord-ouest

Le IIIe siècle apr. J.-C. est une véritable coupure dans l'histoire de la ville. Comme pour d'autres grandes cités, on se réfugie sur les hauteurs de la ville et on construit des murailles pour se protéger. Celle du Mans est l'une des dernières encore visibles à ce jour, du moins dans sa moitié. La superficie de la ville est ainsi divisée par dix avec une taille de seulement 9ha. Les remparts forment un quadrilatère de 450 mètres de long sur 250 mètres de large. La muraille possède un périmètre de 1 300 mètres et constitue son seul système dissuasif (plutôt que défensif) jusqu'au XIVe siècle. Le mur servira au fil des siècles à adosser des habitations et des constructions diverses. La structure antique du mur reste identique durant plus d'un millénaire, sa structure basée dans les sous-sols de la ville reste intacte, à la seule exception de l'endroit de l'actuel tunnel. Désormais l'activité de la ville se limitera uniquement à l'intérieur des remparts et ce, pendant plus de trois siècles, date de fondation des premiers monastères primitifs comme à la Couture. Survivra toujours une légère activité sur la rive droite de la Sarthe, ancien cimetière et futurs quartiers du Pré et Saint-Georges. En dehors des murailles s'installeront les ordres religieux qui ne prendront pas place au cœur du pôle laïc du vieux-Mans.

## Histoire

### Conquête romaine

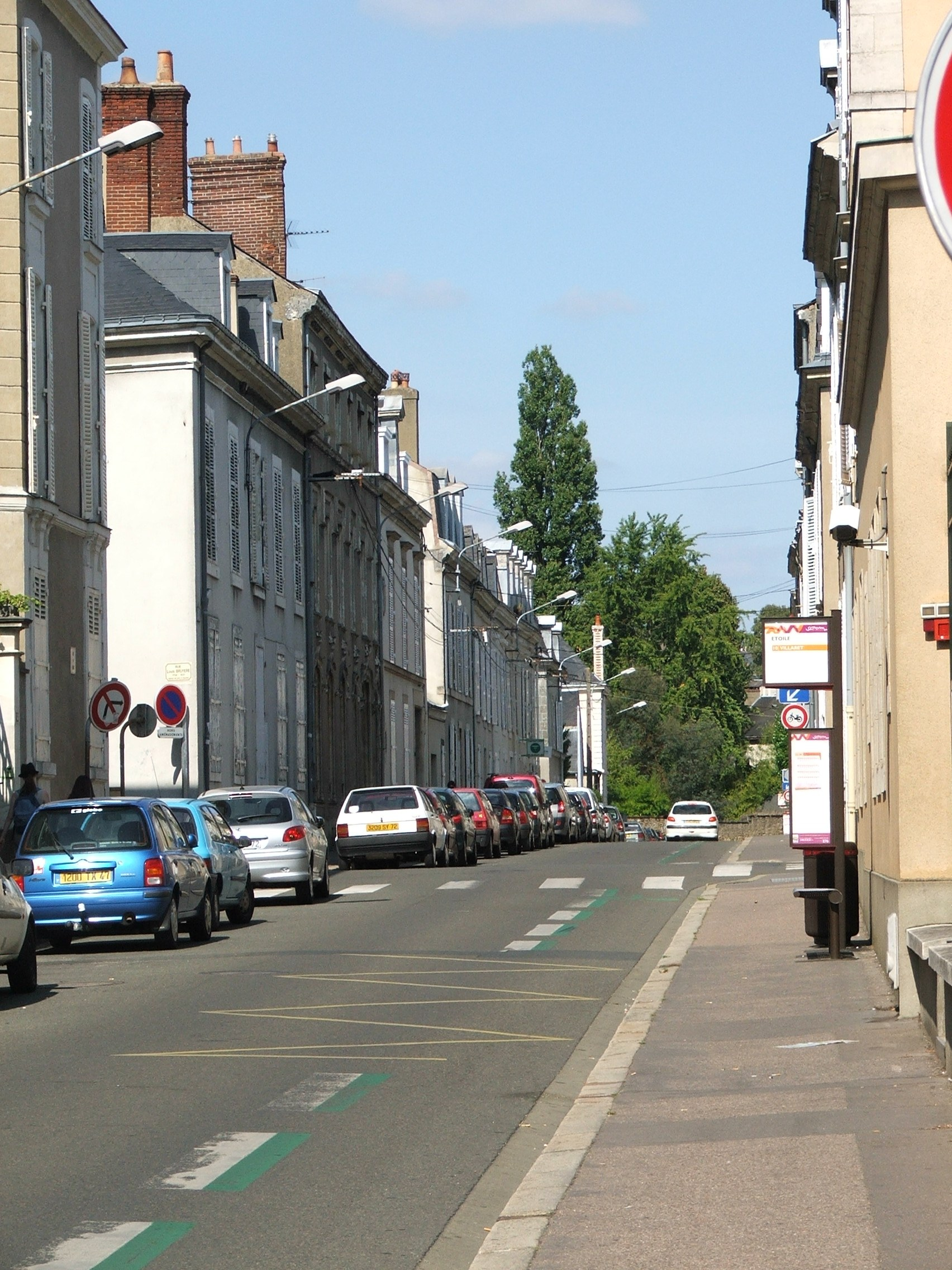
Actuelle rue des Arènes

Il n'y a aucune trace du passage de Jules César aux alentours du Mans, mais ce dernier nomme la ville dans ses mémoires. Il est dit qu'en -52, les Aulerci Cenomanni auraient envoyé un contingent de 5000 hommes pour délivrer Alésia. Selon certains auteurs manceaux du début du XXe siècle, la ville du Mans aurait alors été un petit « royaume » dont le roi était le vieux Camulogène. Il aurait lui-même emmené ses troupes jusqu'à Lutèce, où elles auraient été vaincus par Labiénus. La même année, la tribu et la ville sont conquises définitivement sous le commandement de Fabius. Un castrum ou camp retranché fut installé sur le sommet du plateau dominant la ville. Un temple y fut dédié au dieu Mars. La 7e légion commandée par P. Crassus aurait ainsi séjourné au Mans en fin d'été 57. La ville celtique du Mans est comme la plupart des autres cités de l'ouest de la France, une grosse bourgade, sans véritable rayonnement. À l'inverse, sa voisine 'Allonna (aujourd'hui Allonnes), semble être un lieu de pèlerinage important et rayonna au moins sur tout l'Ouest si ce n'est un grand axe allant du sud-est à la Manche. Une chose demeure certaine, l'emplacement de la cité n'a pas été choisi au hasard. Elle a été établie a la confluence de routes majeures et à proximité d'un axe fluvial navigable, pouvant également fournir un apport important en eau. Il a  été vérifié que dès l'époque préhistorique, nombre de pistes jalonnées de dolmens et de menhirs rayonnaient à partir du Mans. Plusieurs itinéraires importants faisaient de Vindunum un point central de la carte de la Gaule Celtique. Le chemin aux bœufs reliant Chartres à Angers comme le grand chemin Gaulois reliant Vieux à Tours passaient par Vindunum. Un embranchement en direction de Rennes, passant par la ville sœur de Jublains a également été trouvé. Après la conquête romaine, Vindunum est rattachée à la province Lyonnaise et on compte parmi les habitants de la cité des délégués de la « Gaule chevelue », qui seront convoqués par Crésus aux alentours de l'an 12. À la fin du IIIe siècle, la ville entrera dans ce que l'on appelle la IIe Lyonnaise, avec pour capitale administrative la ville de Tours. Pendant les trois premiers siècles de notre ère, la ville va vivre dans une paix relative, favorable à son expansion. On estime sa population à 12 ou 15 000 habitants au cours du IIe siècle. Pendant cette période, les modes de vie romains s'installent.

### Vindunum capitale de la Cénomanie
Après la victoire de César sur la Gaule, la Cénomanie romaine se met en place. Elle englobe ainsi une petite partie du Maine-et-Loire, du Loir-et-Cher, quasiment tout le Perche, une grande partie de l'Orne ainsi que la Mayenne.
Tout comme aujourd'hui, la ville était le centre d'une (très grande) multitude de routes. Vindunum est alors un important carrefour d'échanges et de commerce. Ce sera également une ville d'artisanat reconnue avec le travail de l'os et de la céramique. Pas moins de 26 voies partent de la ville en direction d'une autre cité!

#### Influences romaines

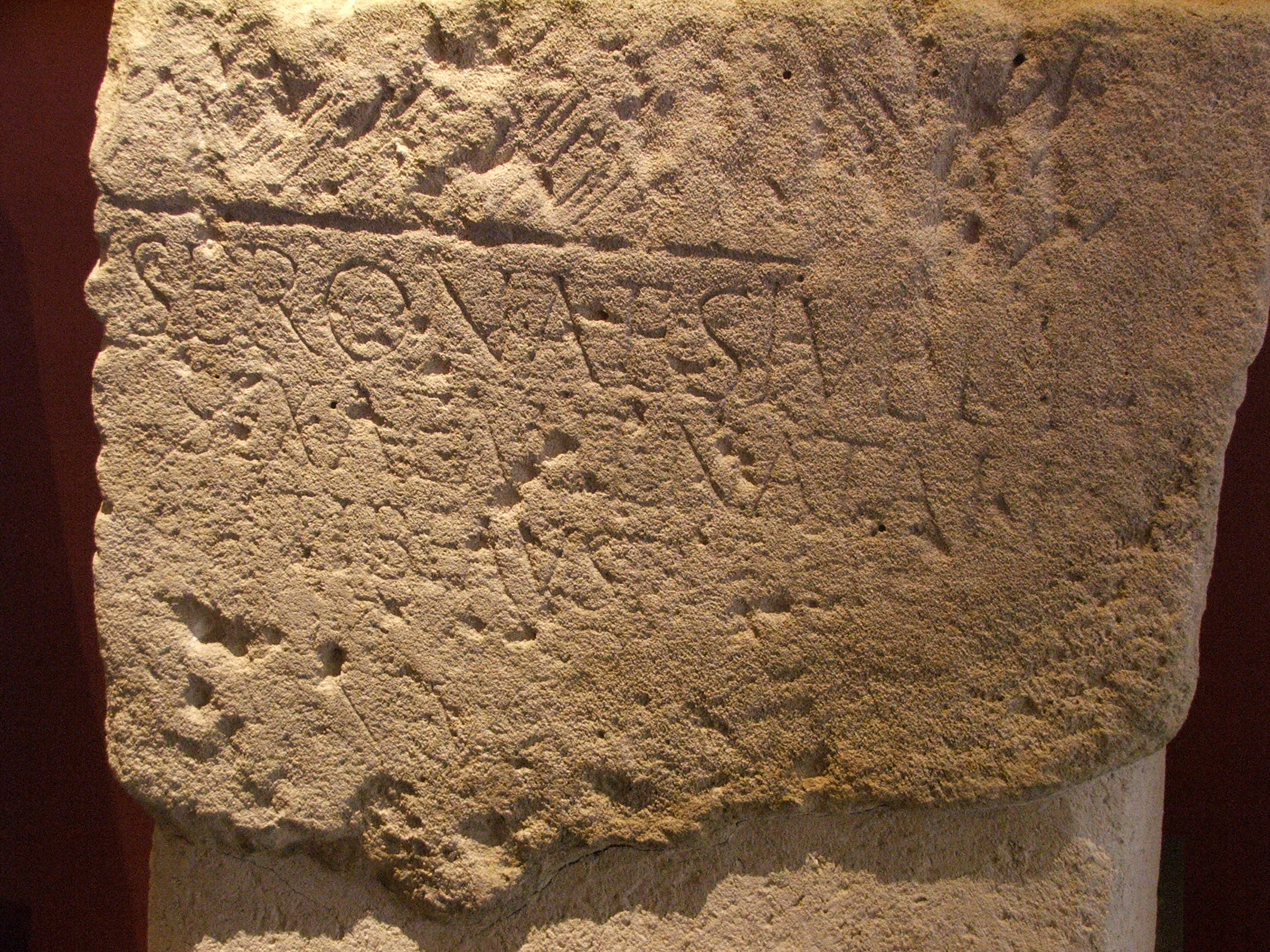
Dédicaces à Apollon et Serona par un affranchi dans un ancien temple de Vindunum

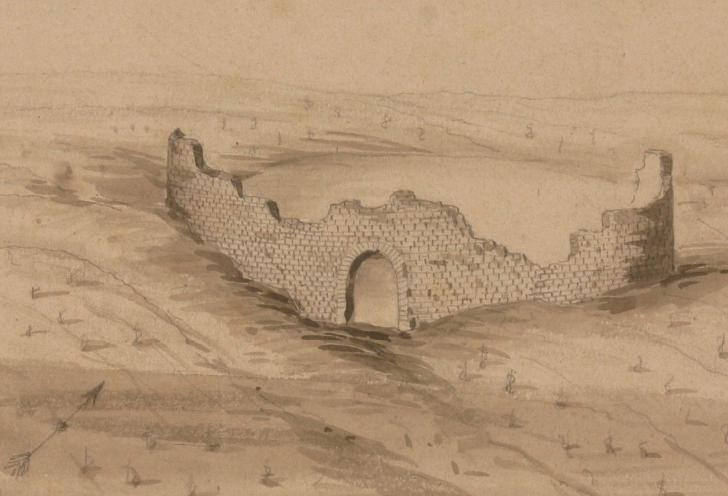
Vestiges de l'amphithéâtre de Vindunum selon l'architecte Maulny

Peu après la conquête, la religion romaine s'est vite implantée à Vindunum. Deux importants vestiges de temples ainsi qu'un ensemble thermal se trouvent actuellement à Allonnes. On a longtemps cru que le temple d'Allonnes était le seul de toute la ville de Vindunum. Mais pas moins de cinq temples ont été découverts sur une distance de un à deux kilomètres aux alentours de Vindunum. La quasi-totalité sont situés au sud de la ville. La rive nord de la Sarthe était réservée aux esclaves et aux premiers chrétiens. Un temple dédié à Jupiter a été édifié non loin de l'actuelle église de la Couture. Un temple dédié à Apollon a pris place non loin de l'actuelle caserne négrier. Celui de Bacchus a été élevé à Banjan, à l'est de la ville. Aujourd'hui, le parc de Banjan est placé sur les ruines de ce temple. Le nom en est d'ailleurs dérivé, puisque Banjan est une dérivation du terme latin Bonum genium ou bon génie. À cette époque, ce plateau prospère et arrosé par la Sarthe, non loin des marécages, est encore propice à la culture des vignes. Le temple de Vénus est édifié à Gourdaine (quartier aujourd'hui rasé), puis celui de Mercure non loin de l'actuel collège Saint-Benoît, à environ un kilomètre au nord de l'actuelle gare ferroviaire.
D'autres édifices publics ont été construits, symbole d'une population relativement nombreuse et d'une vie culturelle et politique intense. Une certaine bourgeoisie romaine d'abord, puis gauloise ensuite s'installe dans la ville et prend le pouvoir politique. Ce sont ces derniers qui bien souvent ont permis la construction d'édifices publics, par leur généreux financement. Dès que les Romains eurent investis la ville, ils ont concentré les habitations luxueuses le long de la colline du vieux-Mans. Des villas avec jardins sont construites jusqu'à ce qui correspond aujourd'hui à Coulaines. L'oppidum, vieux de plusieurs milliers d'années, est laissé en pâture à la plèbe gauloise, résidant sur la rive au nord de la Sarthe. La ville occupe au cours du Ier siècle de notre ère, une superficie d'environ 200 hectares. Le forum est certainement construit à l'endroit même de l'actuelle cathédrale. Comme dans la majorité des villes antiques et gallo-romaines, le sanctuaire religieux remplace assez vite l'édifice politique païen.
Deux édifices publics majeurs ont été mis au jour au cours de deux fouilles à près de trois siècles d'intervalles. D'abord, les Arènes, découvertes par l'architecte Daudin en 1791, lors de travaux de réaménagement de la ville. Situées au sud-est de Vindunum, il s'agit d'un amphithéâtre ou de véritables arènes. L'évêque Bertrand les mentionne en 616 dans son testament comme des arenas. De construction circulaire et ellipsoïdale, leurs matériaux et leurs spécificités en font un édifice typiquement romain, imitant en tout point ce qui se faisait alors en Italie, et surtout à Rome. L'édifice est imposant mais reste cependant bien en deçà des dimensions romaines faramineuses. L'édifice est également plus petit que les fameuses arènes de Nîmes. Le diamètre extérieur serait d'environ 120 mètres, pour une arène véritable d'environ 80 mètres. De véritables escaliers sculptés, comme des gradins, ou encore des portes numérotées font tout de même de l'édifice un important vestige de l'époque gallo-romaine, au moins pour la Gaule elle-même. Sa capacité d'alors est estimée à 7000 places environ, ce qui symbolise bien la double facette de la ville qui s'illustre d'ailleurs de nombreuses fois au cours de l'Histoire. Tous les temples, comme les arènes ou encore les thermes sont installés au-dehors de la ville. Plus tard, à l'inverse, la ville se recroqueville afin de se protéger des envahisseurs. Cela empêche son étalement, à toujours caserner la population derrière sa muraille. Cette attitude, qui subsiste au moins jusqu'à la Révolution française, n'existe pas entre le premier et le IIIe siècle de notre ère. Aujourd'hui, les arènes ne sont plus visibles car elles se situent sous la Banque de France. Cependant, symbolisant la présence de cet édifice, les noms de rues conservent un nom indicatif : on trouve ainsi au sud de l'actuelle place des Jacobins: la rue des Arènes, ou encore la rue des Gladiateurs, ou la rue du Cirque.
Le deuxième édifice majeur, ce sont les thermes situés sous l'École des beaux-arts. Installés sur l'extrémité sud-ouest du quartier historique, il s'agit d'un édifice populaire quoique construit par et majoritairement pour de riches personnages de la ville. On a également pu mettre au jour le réseau de « canalisations » utilisé pour acheminer l'eau. Deux aqueducs étaient utilisés pour le bon fonctionnement des thermes. Le premier est l'aqueduc dit de Fontenelles (tout comme le quartier est actuel), long de trois kilomètres. Des vestiges en très bon état de conservation ont été mis au jour. Cependant, ils ont été réenfouis assez rapidement car les riverains venaient s'y servir en souvenirs, et détérioraient ou pillaient littéralement l'édifice. L'aqueduc atteignait le plateau de Sargé à l'est de la ville. Il était le principal à alimenter les thermes. Le deuxième aqueduc était celui dit d'Isaac alimenté par les fontaines du même nom, situées à environ 1,5 kilomètre de la ville. Deux aqueducs alors que le plan "simulation des différentes alimentations en eau du Mans" montre trois aqueducs et une conduite.

#### Construction et vie dans l'antiqua Roma
Il est très difficile de reconstituer un schéma exact de la ville entre le Ier et le IIIe siècle car tout porte à croire que l'activité principale de la population se déroulait en dehors de ce que l'on appelle aujourd'hui la "vieille ville". Le quartier riche autour du forum, surplombant la rivière et les quartiers pauvres fut longtemps appelé antiqua Roma, c'est-à-dire la vieille Rome. Cela fut même vrai jusqu'à la fin du Moyen Âge. À l'est de ce quartier aisé se trouvait le camp d'entraînement de l'armée de la ville. C'est l'équivalent de l'actuel lycée Montesquieu. En 1848, on trouva un trésor d'environ 14 000 pièces d'argent datant au plus tard de l'époque Tibèrienne (14-37). Ces monnaies pouvaient être des impôts collectés, des prises de guerre ou plus vraisemblablement un cagnotte pour la solde des soldats. On retrouva par exemple une inscription à la gloire d'un héros du nom de Amanius. Elle fut retrouvée dans les décombres du château du Gué de Maulny. En 1617, on retrouva l'inscription d'un autel élevé aux nymphes par un affranchi du nom de Eutychès à l'endroit de l'Hôtel-Dieu de Coëffort. En contrebas du forum, au sud du quartier riche, se trouvait la fontaine Centonomius, consacrée à Nomios, le fils d'Apollon et de Cyrène. Cette fontaine était construite pour protéger les troupeaux. Tout comme le forum, elle se trouvera christianisée en fontaine Saint-Julien. Non loin de l'actuelle gare Nord, on retrouva en 1953, un statère d'or imitant une monnaie de Philippe de Macédoine. Le plus déroutant est que cette monnaie est à l'état neuf. Cela renforce l'idée selon laquelle Vindunum frappait sa propre monnaie. Cela confirme également son rôle économique important dans l'Ouest de la Gaule romaine. Une monnaie particulière au nom d'un chef de Vindunum : Pixtilos fut également frappée. Elle date certainement d'après la conquête romaine, mais tout porte à croire que la monnaie était déjà frappée dans la bourgade celtique.

#### En contrebas de Vindunum
On ne peut dès lors pas parler d'agglomération pour parler de la rive nord de la Sarthe, bien qu'elle soit relativement peuplée. Il s'agit bien davantage d'une « agglomération champêtre ». Dans le bas des thermes, à l'endroit de l'actuel pont Gambetta, on trouve un port de taille moyenne. Il est installé de manière très modeste car l'arrimage se fait à l'échouage. Il permet un commerce local et régional sur la Sarthe et ses affluents. Un seul pont de pierre permettait de passer de l'antiqua Roma à l'autre berge, il fut communément appelé "pont de pierre". On arrive alors dans ce qui est aujourd'hui le quartier du Pré. Ce quartier est quasiment laissé à l'abandon ; Y sont confinés dans un même ordre d'idée la plèbe, les paysans et les esclaves. Le quartier n'est alors pas aménagé et les berges de la Sarthe ne sont qu'un immense marécage des plus boueux. Les esclaves y surveillent souvent les animaux de leurs maîtres. Aussi étonnant que cela puisse paraître, c'est bien d'ici que va partir l'évangélisation du Maine. Les chrétiens y seront réfugiés tout comme les esclaves. Le premier cimetière chrétien s'élève par la suite à l'intérieur des plaines, suffisamment loin des marécages. La propreté du quartier est douteuse et l'hygiène y est extrêmement mauvaise. C'est pourquoi les patriciens de la ville n'y vont pratiquement jamais, se dirigeant davantage vers les temples et les arènes au sud ou bien les thermes à l'est. Ces bords de Sarthe seront le lieu de naissance du christianisme de la région, puisque lieu de pérégrination pour saint Julien, apôtre du Maine et évangélisateur, dès les IIIe et IVe siècles. Plus loin au nord, sur l'entrée « Beaulieu » de l'actuelle rocade, soit l'extrémité nord du quartier Madeleine, était situé un champ de manœuvre spécialement entretenu pour les militaires de la ville. Le nom du lieu, « Beaulieu », soit l'abréviation de Belli Locus, c'est-à-dire terrain militaire, a été conservé. En ce qui est de Coulaines, il semblerait que la partie non marécageuse des bords de Sarthe ait déjà été colonisée à cette époque.

### Bas-Empire

#### Mur d'enceinte de Vindunum

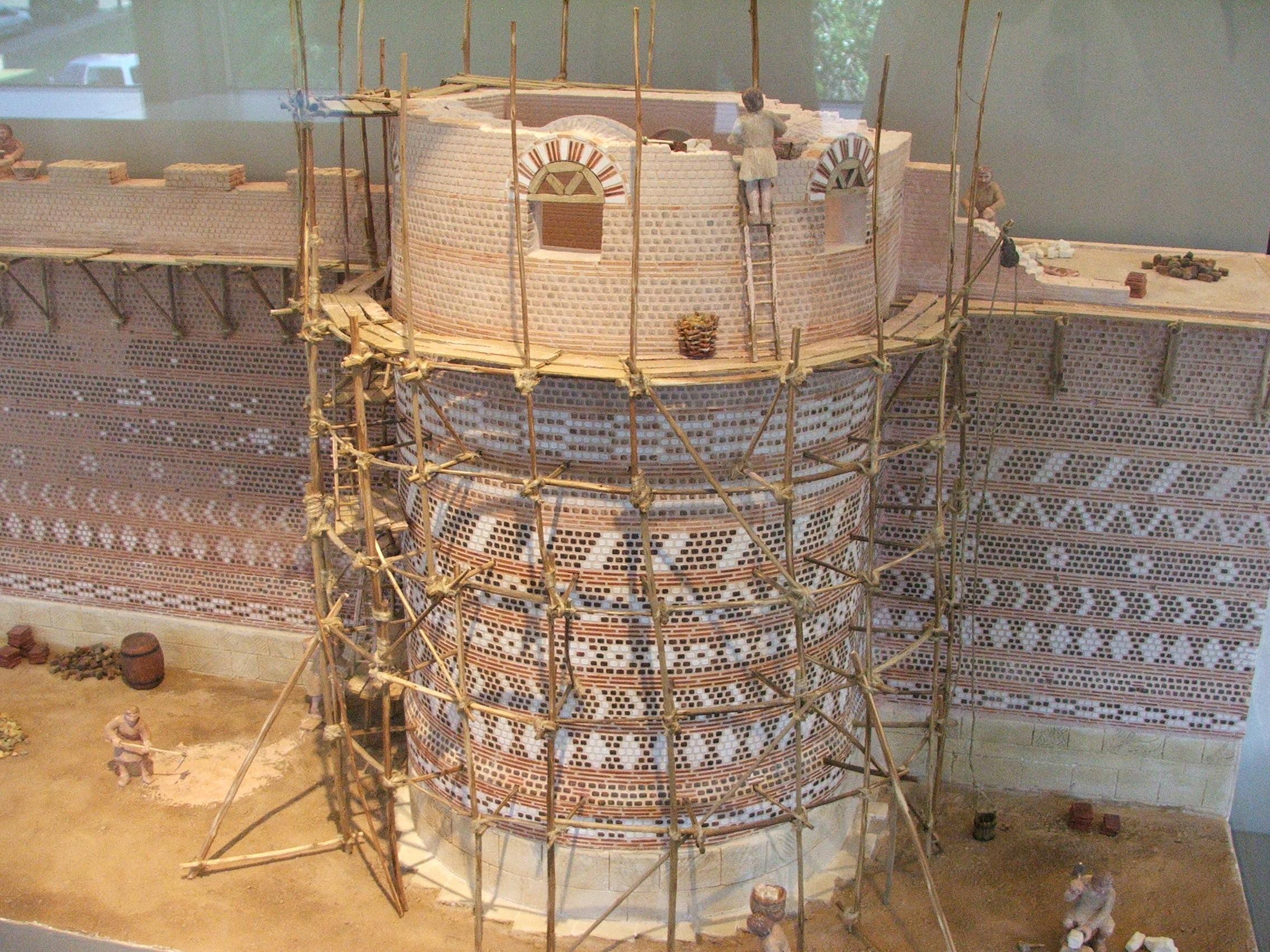
Maquette de la construction de la muraille au Musée archéologique du Maine

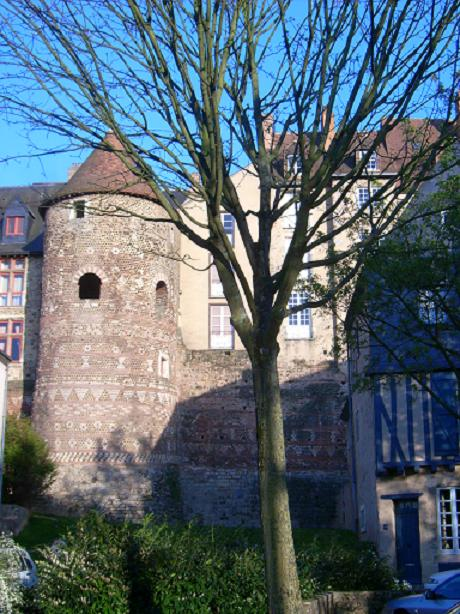
Tour du Vivier

Il est possible que la construction de l’enceinte soit une réaction aux invasions qui se succèdent depuis 254, et aux usurpations de chefs militaires, de Postume à Tétricus. L’enceinte de Vindunum est ainsi bâtie entre 270 et 310. Elle dessine un quadrilatère irrégulier protégeant la butte du Vieux-Mans. Ses longs côtés s'étendent sur 450 m, pour une largeur moyenne 200 mètres. Son périmètre se développe ainsi sur 1300 m, et couvre 9 ha.
La décision d'enfermer la ville est cruciale pour son histoire. En effet, cela incite les populations à ne pas s'installer autour de la cité, mais à venir s'installer à l'intérieur des murs. De plus, les habitants ne vont pas tarder à saccager les terres alentour pour empêcher les envahisseurs de s'y installer comme d'accoster par la Sarthe. Un problème demeure face à l'enceinte. Sur le plan stratégique, au nord le mont Barbet domine la cité et procure aux assaillants une forte position.
La muraille comporte 26 tours espacées de 30 mètres chacune. Seules 10 tours ont été conservées jusqu'à aujourd'hui. La cité comptait également 11 portes. mais la construction des remparts a nécessité l'arasement d'une grande partie du paysage urbain. Les thermes, notamment, à l'est de la cité, ont dû être rasés pour laisser place à une tour. Les dates de construction demeurent approximatives. La construction s'est visiblement faite sans hâte et avec un très grand soin. Nombre d'habitations privées ont été détruites pour laisser place à la muraille et nombre d'entre elles ont fourni la pierre pour l'édification (surtout les moëllons). Le Bas-Empire fait quasiment table rase du Vindunum du Haut-Empire, tous les bâtiments importants ont été détruits, à l'exception du forum qui, selon toute vraisemblance était à la place de l'actuelle cathédrale. La vie hors des remparts n'existe quasiment plus. Les faubourgs sont délaissés et la rive droite de la Sarthe, autrefois quartier d'artisanat devient définitivement un cimetière chrétien. La ville reste alors le siège d'une garnison des Lètes et s'y trouve même la résidence d'un Praefectus laetorum gentilium suevorum.
C'est à cette même période que la christianisation arrive à Vindunum. Si saint Julien est considéré comme le premier évêque du Mans, ayant converti la ville, le premier attesté par écrit est saint Victeur. On retrouve sa trace dans les comptes-rendus des conciles d'Angers et de Tours. C'est vraisemblablement lui qui fondera la basilique des Apôtres au centre du « faubourg cimetérial » (l'actuel quartier du pré). Cela montre bien que le christianisme n'a pas le droit de venir prêcher entre les murs, conservant aux habitants de Vindunum un fort attachement à la pensée gallo-romaine, alors même que la majorité du pays est déjà catholique. L'église du pré, encore debout aujourd'hui (quoique reconstruite), pourrait-être le vestige de la première basilique installée à Vindunum, bien avant la cathédrale.
De grandes questions restent en suspens quant à la ville du Bas-Empire. Vindunum est-elle devenue une ville forteresse ou bien son rôle urbain (monté en puissance durant le haut-Empire) a-t-il été marqué par un déclin faisant décroître sa population et ses activités économiques ? Pourtant, le phénomène de retranchement s'effectue dans d'autres grandes cités à l'image de Condate (Rennes). La cité des Cénomans devient même le siège d'une garnison de Lètes et obtient le rang de préfecture régionale selon la Notitia Dignitatum. Autre point d'ambiguïté, on retrouva nombre de tessons datés des IVe et Ve siècles hors des limites murales.

#### L'abandon des quartiers suburbains
Le plus grand quartier urbain de l'époque est constitué d'un regroupement de plusieurs sites archéologiques, soit un grand ensemble Cité-Judiciaire, Étoile, Jacobins; ce qui correspond aujourd'hui aux quartiers Jacobins, République et une extrémité des halles. L'abandon de ce quartier est effectué très tôt. On constate que dès les années 120 à 150, un incendie ravage le site de la cité judiciaire. Plutôt que de reconstruire, les habitants semblent avoir abandonné le site qui sera occupé par des puits d'extraction de sables (sable du Maine ou sable cénomans), finalement abandonné dès le début du IIe siècle. On remarquera que sous l'actuelle cité judiciaire, semble s'être établie une zone "dépotoir". Délaissé au IIe siècle, on n'y a retrouvé aucune trace postérieure au IIIe siècle (monnaie ou mobilier). On sait qu'ensuite sera disposée une vaste nécropole païenne d'une trentaine de tombes. La disposition sera très peu étudiée et aucune organisation préalable ne semble avoir été faite. Elles dateraient du IVe siècle, du fait des rares objets qui accompagnaient les individus inhumés. Par la suite, cet espace servira d'abord de friche aux limites de la ville urbanisée. Avec l'installation des hommes d'Église, l'espace des extrémités de la place des Jacobins deviendra une terre de vignes. Quant aux autres espaces, ils seront dès le Moyen Âge, réaménagés en nouveaux faubourgs.

#### Le Christianisme ou la légende de saint Julien
Saint Julien reste considéré comme le premier apôtre du Maine, malgré les désaccords historiques créant souvent des controverses, mais son histoire reste cependant bien connue. Il serait arrivé dans la région au IIIe siècle, alors que Vindunum était retranchée derrière ses murs, et on lui refusa l'accès à la ville. Restant près de la cité, c'est alors qu'il croise une jeune fille portant un vase de terre et lui demande ce qu'elle fait. Elle lui apprend qu'elle va chercher de l'eau car Vindunum en serait dépourvu. Ses paroles auraient alors été les suivantes : « Les dieux, malgré les prières et les sacrifices, n'ayant point voulu faire surgir la moindre source à l'intérieur de la cité, mon Dieu fera ce que les vôtres n'ont pu faire ! ». Il est dit qu'ensuite Julien fit jaillir du sol une gerbe d'eau limpide en frappant la terre avec sa crosse d'évêque. Il s'agirait de la fontaine de l'Éperon. À la suite de ce miracle, la jeune fille serait allée raconter le prodige à la foule émerveillée qui incita beaucoup à se convertir. Devenant le nouveau guide de la ville, saint Julien aurait désigné le gouverneur de Vindunum pour être le nouvel évêque d'Angers. Cependant, la christianisation du Mans et de sa région n'interviendra vraiment qu'au VIe siècle. D'après l'étymologie du nom de la fontaine, Centonomius, il est possible qu'elle soit associée au dieu Apollon par son épithète Nomios, le berger, le protecteur des troupeaux. Saint Julien a pu être apprécié de même, en étant attentif aux besoins des habitants de la ville, en leur apportant de l'eau, en les guérissant, avant d'y répandre la foi qui sauve.

## Les sites archéologiques de Vindunum

### Les thermes

#### Introduction

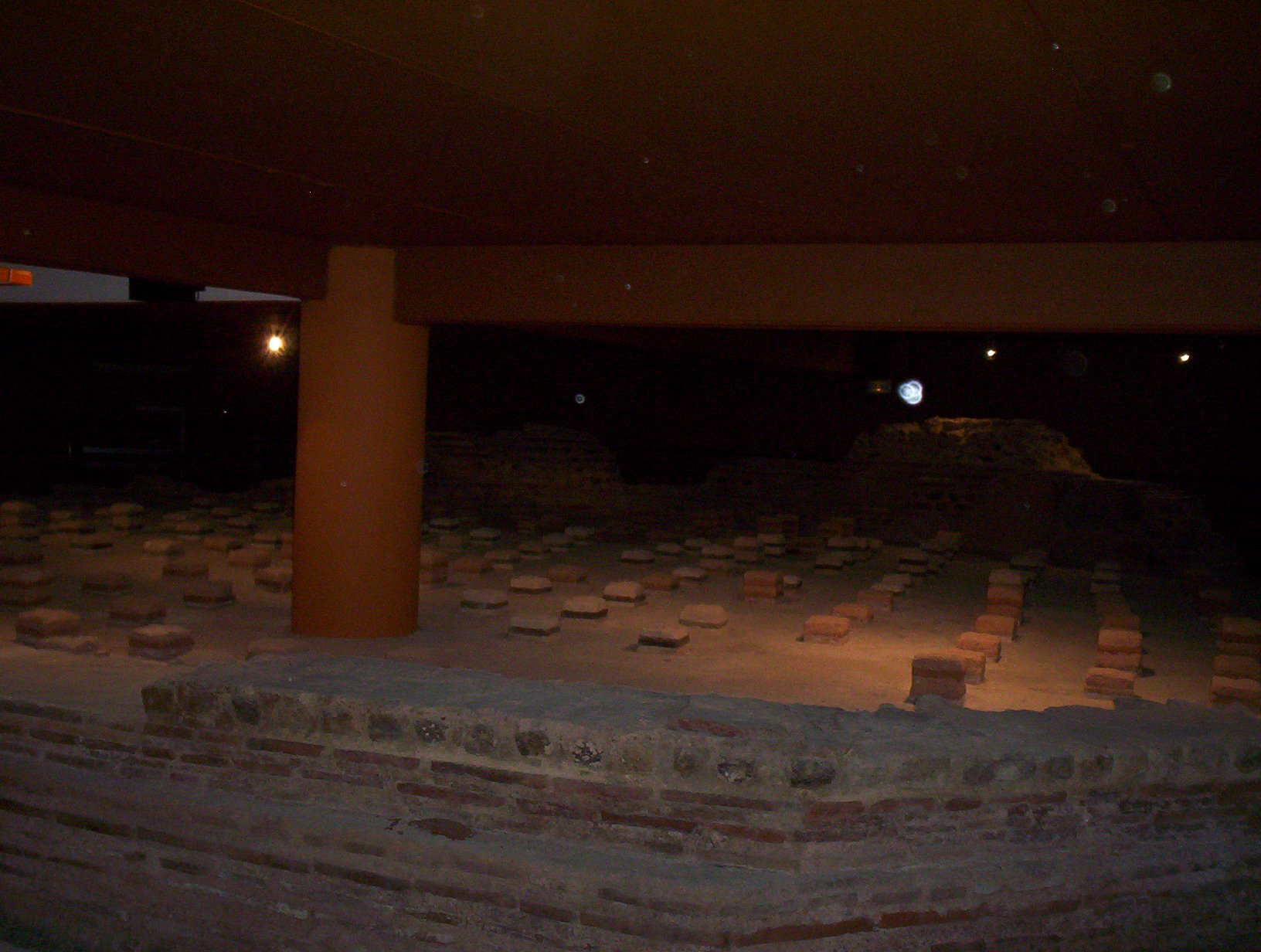
Vue globale du nord des thermes

Les thermes sont les seuls vestiges encore visibles de la cité antique (si l'on exclut le temple d'Allonna et la domus des Halles qui ne sont pas visitables). Ils furent découverts fortuitement à la suite de travaux dans la partie "Filles-Dieux" du quartier du Vieux Mans. La découverte date de 1980 et des travaux de fouilles furent effectués, le plus souvent bénévolement, jusqu'en 1988. Depuis, pour des raisons économiques et pratiques, le site n'est plus fouillé. La plus grande difficulté géographique pour fouiller cet édifice demeure le fait qu'il ait justement été détruit pour laisser place à une partie du mur d'enceinte, dès le IIIe siècle. Aujourd'hui, la "base" des thermes est conservée dans le sous sol de l'école supérieure des beaux-arts, construite justement sur le site de l'édifice. Les thermes sont rarement exposés au public, ayant moins de succès et étant beaucoup moins bien conservés que l'ensemble des édifices médiévaux.
Vindunum, au Ier siècle de notre ère est une capitale politique de petite importance. Comme nombre d'autres cités, seule une petite partie de la population dirige la ville, c'est surtout le cas pour nombre de politiciens, maîtres de la ville. Influencés par le pouvoir ostentatoire d'autres villes de province, comme de la capitale romaine, ils décident à leurs tours de doter la ville de bâtiments publics importants. Ce sont en effet des magistrats municipaux qui financent l'intégralité des travaux. Les thermes sont réalisés sur le modèle méditerranéen, mais ils gardent des caractéristiques propres aux thermes gallo-romains.

#### Emplacement

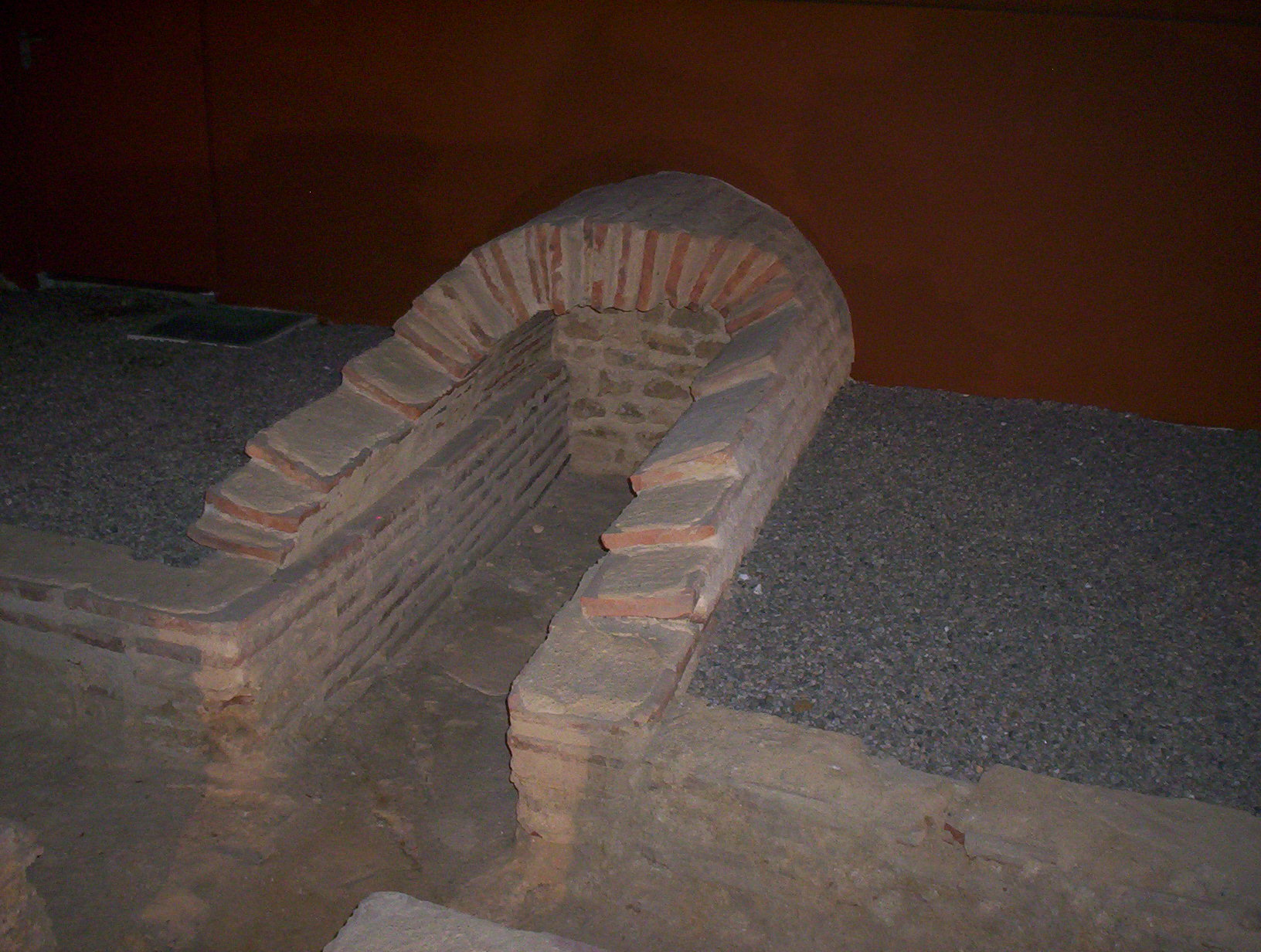
Une voie d'acheminement d'eau

À l'époque, Vindunum n'a pas encore urbanisé la totalité de ce que l'on appelle aujourd'hui la cité Plantagenêt. On choisit un endroit propice à l'exposition au soleil, et à l'abri du vent. Les thermes sont ainsi installés sur le versant nord de la vallée d'Isaac, non loin de l'actuelle place de l'éperon. La butte du vieux Mans, en parallèle protège l'endroit du vent du nord. cela sera particulièrement utile lorsque des bassins extérieurs seront installés. On note que la disposition originale est proche des préceptes de Vitruve. Il semble qu'à la base, le terrain ait été en pente, et qu'il ait donc fallu travailler le sol afin de réaliser un terrassement pouvant rendre l'édifice parfaitement stable. L'eau pouvait être acheminée par l'aqueduc des Fontenelles tandis que l'évacuation se faisait par la vallée de la Sarthe. Enfin, les thermes sont placés suffisamment loin des habitations afin de limiter les risques d'incendie (ou du moins de les propager dans la ville), cela permet également de limiter la gêne occasionnée, notamment avec les très nombreuses vapeurs ou déchets produits. Simultanément à la destruction des thermes de Vindunum, Lutèce fait construire les siens.

#### Constructions et reconstructions

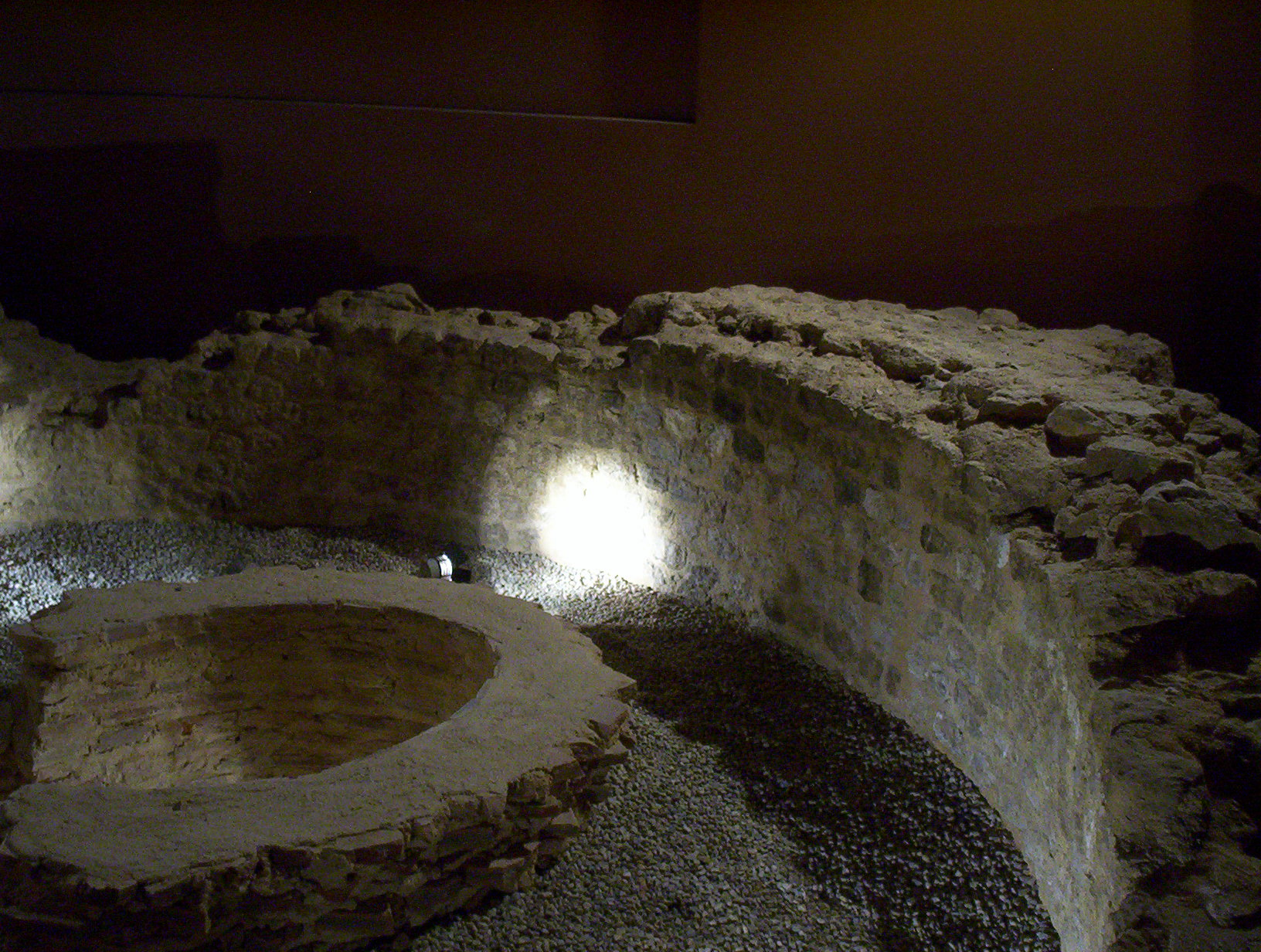
Un laconium de la partie ouest

Comme tous les thermes, ceux de Vindunum sont un lieu de rencontre. On a retrouvé des traces de lieux de détentes en tout genre pour le corps avec de très nombreux bains chauds et froids. Tout porte à croire que le bâtiment ait été conçu dans la première moitié du Ier siècle. Il subsistera pendant deux siècles et demi environ. Les archéologues jugent également que le bâtiment a dû subir deux phases de reconstruction majeures, soit à chaque tournant de siècle. À chaque fois, le bâtiment semble avoir été agrandi. Les thermes de Vindunum n'étaient pas d'une taille monumentale mais de taille moyenne. À titre d'exemple, ils étaient deux fois plus grand que les thermes d'Entrammes, petite cité de province, mais deux fois plus petit que ceux de Trajan à Rome.
Le bâtiment fut développé sur un axe Nord est-Sud ouest en parallèle au flanc sud de l'éperon et au plateau de Sargé. Dans sa forme première, les thermes sont principalement composés : au sud de deux bassins axiaux formant le caldarium, tandis qu'au nord le laconium est composé comme une sorte d'abside. Ici se trouve alors la grande vasque d'aspersion. À l'est, une pièce chauffée est destinée au bain froid tandis qu'à l'ouest se trouve un natatio, certainement une grande aire pouvant être ouverte avec des piscines. On a également retrouvé un espace de palestre. Au début du IIe siècle, on adjoint au bâtiment une nouvelle surface couverte ainsi que de petites salles chauffées et des bains froids autour du laconicum. La circulation symétrique et double des usagers semble alors plus facile à la suite de ce réaménagement. Au début et même avant le IIIe siècle les derniers aménagements sont ponctuels. L'aménagement d'une grande salle octogonale, froide d'abord, puis chauffée par hypocauste semble remonter à la deuxième moitié du IIe siècle. Les fragments de mosaïque, d'enduits peints ou de stucs ayant été nombreux à être retrouvé, la décoration intérieure du bâtiment a pu être partiellement reconstituée. Il semble que la décoration intérieure ait particulièrement été soignée. Des motifs orthogonaux avec des formes circulaires à l'intérieur ont par exemple pu être parfaitement identifiés. Le tableau central est cependant demeuré introuvable. Reste que des décorations murales et de sol ont pu être reconstituées ou ont été retrouvées intactes. Ce sont souvent là des représentations de scènes marines classiques comme des dauphins ou Poséidon.

#### Reconstitution

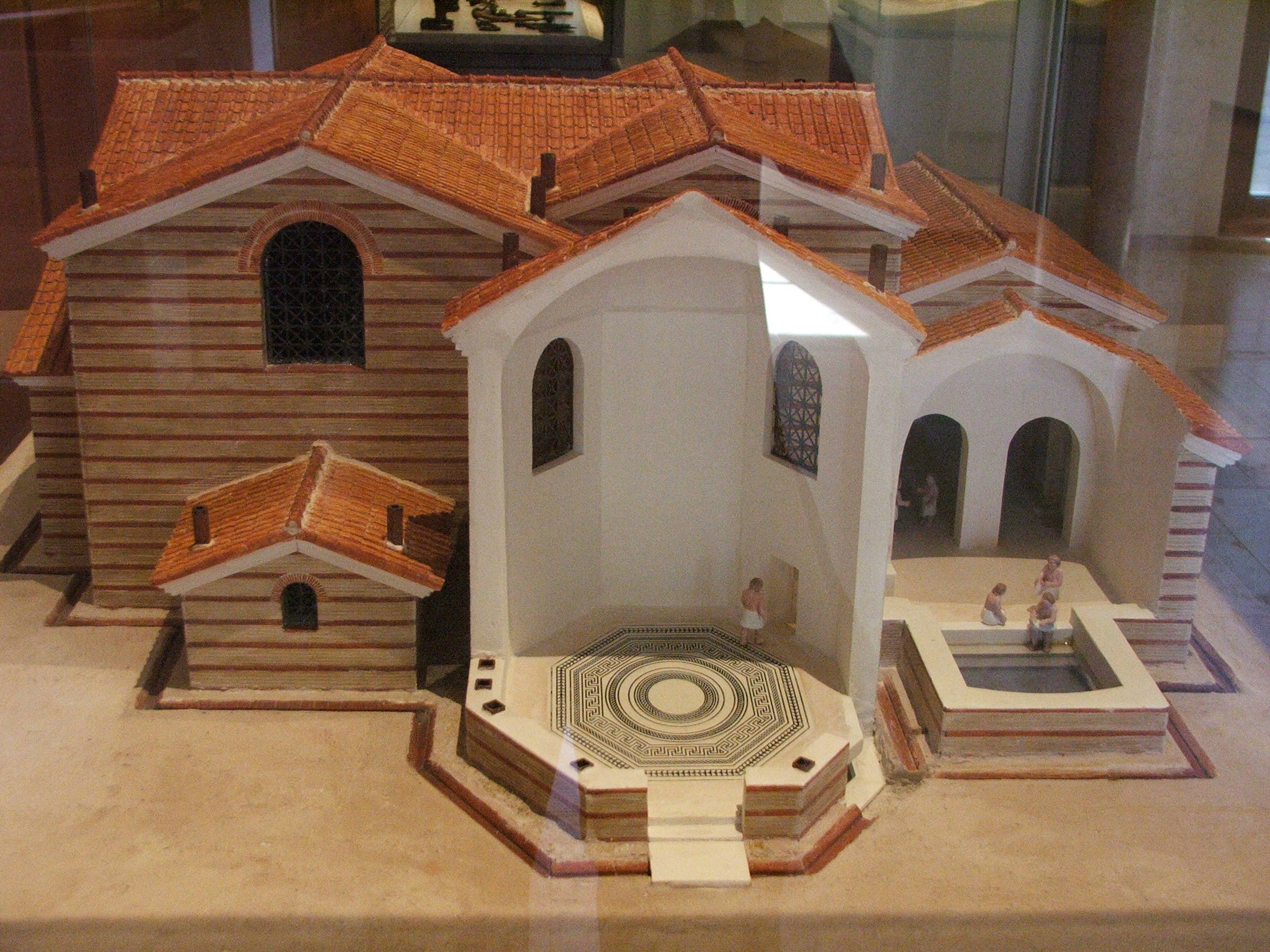
La façade principale
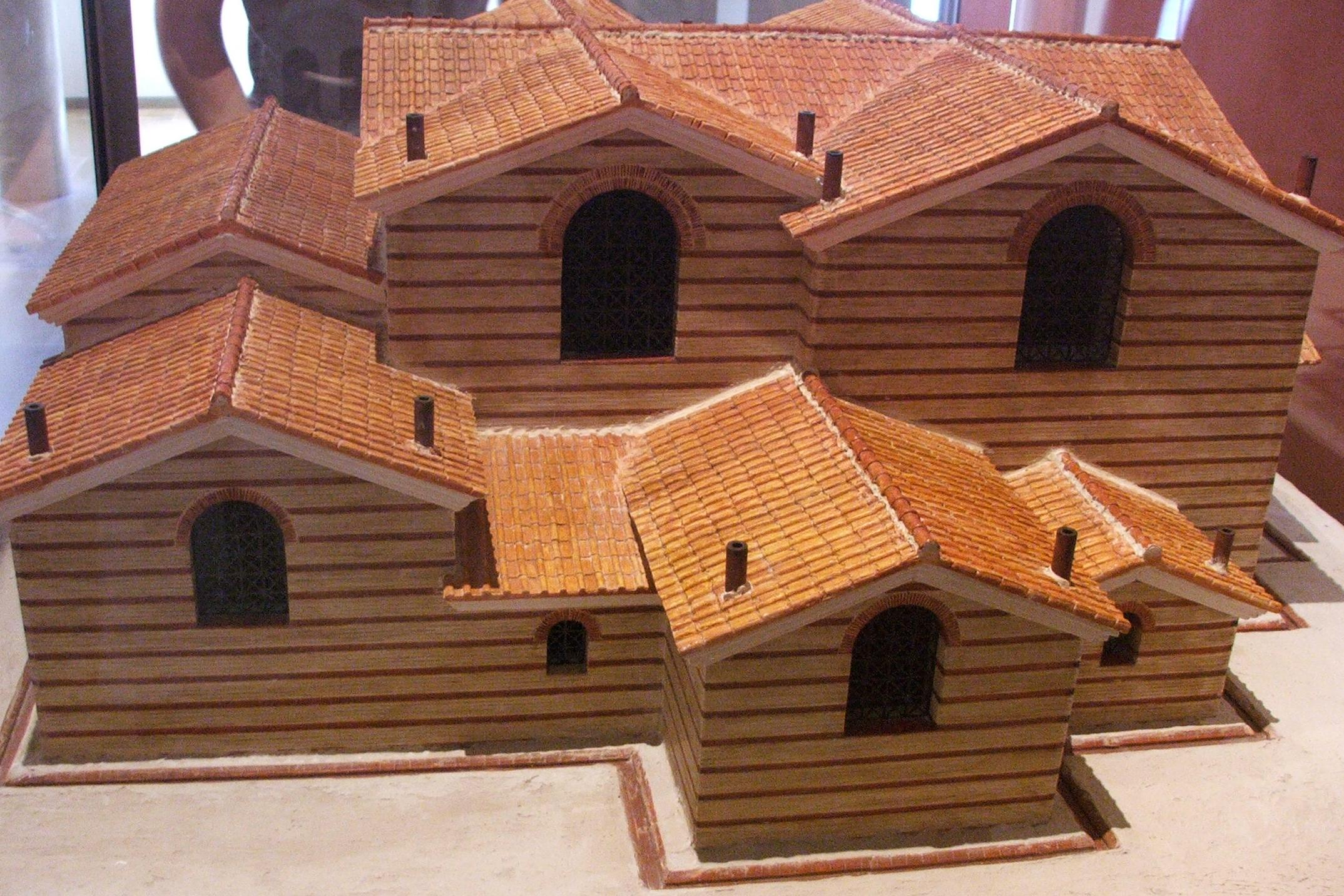
Le côté Est
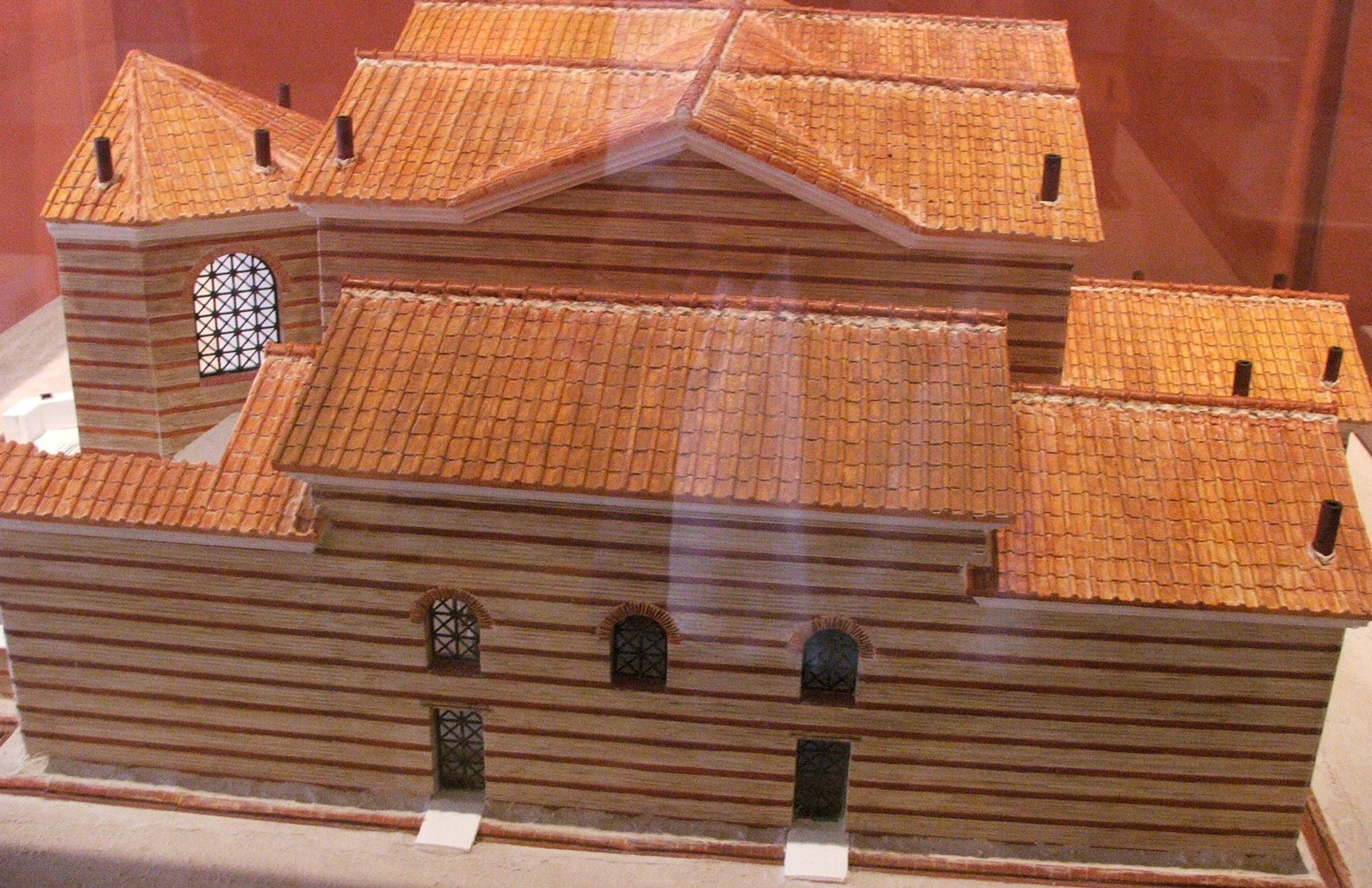
Le côté Nord

### Le site de la cité judiciaire

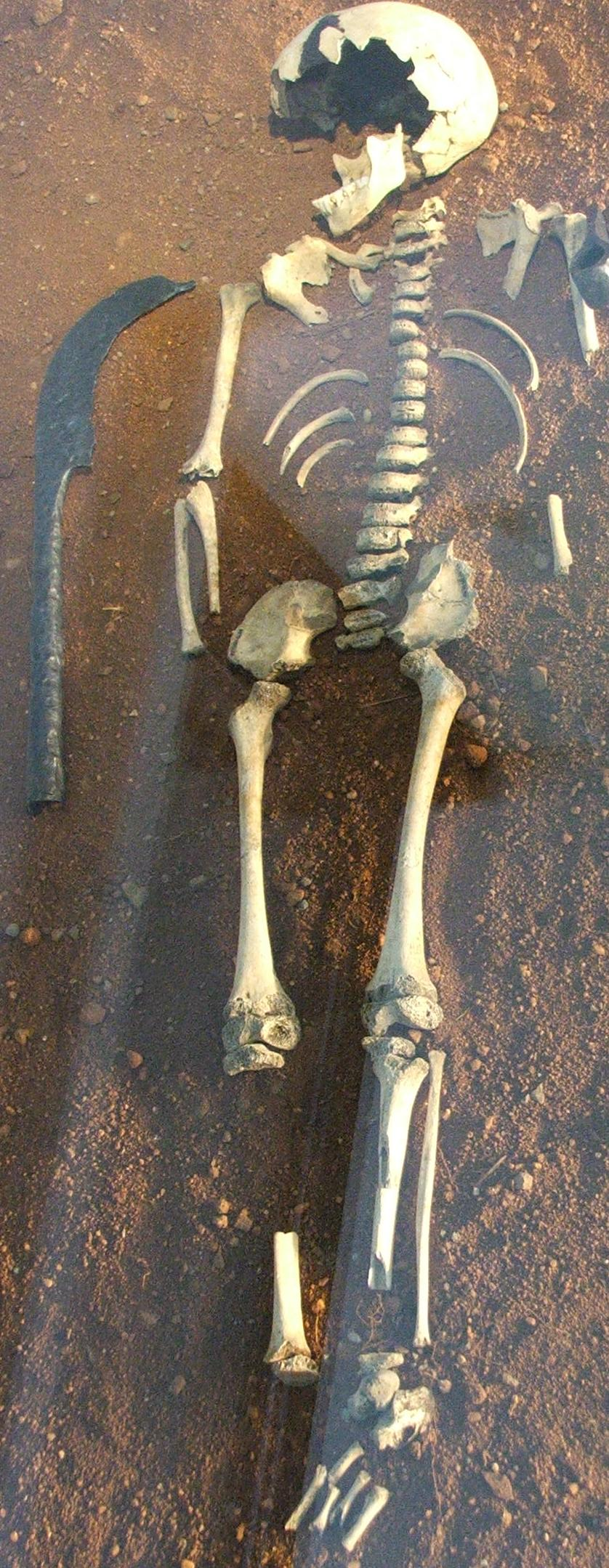
Sépulture d'un enfant sur le site de la Cité-Judiciaire

Le site de la cité judiciaire fut sondé dès le milieu des années 1980, avant la réalisation de la cité judiciaire en 1991. Ce site était situé, à l'époque de Vindunum sur le rebord du plateau d'Isaac, entre l'actuel sud de la place des Jacobins et la percée centrale. On a ainsi retrouvé une occupation urbaine d'environ 2 000 m2. On relève pas moins de quatre phases chronologiques rien que pendant l'époque romaine. Les trois premières indiquent des habitations dotées d'une voirie, tandis que la dernière est marquée par une simple fonction nécrologique qui marque le repli des habitants vers les murailles à l'époque du Bas-empire. Dans la première moitié du Ier siècle, le site est desservi par une voie nord-sud remontant la vallée d'Isaac pour atteindre précisément le site de la cité judiciaire. Puis elle devient orientée ouest-est, c'est à cet endroit que des habitats en ligne ont été édifiés. La première architecture est faite de bois et de torchis. des poteaux plantés dans le sol permettaient aux murs d'avoir une maigre ossature. Dès le milieu du Ier siècle, ces habitations sont modifiées. Elles semblent plus précisément reconstruites mais avec cette fois un sol de pierres maçonnées, permettant une meilleure préservation de l'habitat et un confort supérieur à la précédente réalisation. Comme sur les sites des Halles et des filles dieu, on adopte la tuile romaine pour recouvrir le toit. Une structure indépendant des habitations a également été retrouvée. Elle semblait être un local à outils. On y a en effet retrouvé des outils et des amphores. La voirie fut entretenue à hauteur d'une réhabilitation tous les 50-75 ans avec, à priori, trois rehaussements de cailloutis jusqu'au bas-empire. La voie fut également bordée de grosses pierres pour marquer ses limites. On a également pu retrouver des puits et des fosses. Un incendie semble avoir ravagé la presque totalité des constructions entre 120 et 130. Cet incident marque la fin de la seconde phase chronologique de construction. Ensuite, le quartier ne fut certainement pas abandonné du jour au lendemain. La voie tout au moins, menant au centre de Vindunum, fut régulièrement utilisée. L'urbanisation de ce site fut un échec. Les débris restants après l'incendie furent même récupérés pour servir à d'autres constructions dans la ville. Un nombre important de puits fut creusé aux alentours des habitations. On estime que c'est à la fin du IIIe siècle, en pleine mutation de la ville, que la nécropole est utilisée. En 1985, on retrouve des sépultures d'enfant sur le site. 17 sépultures ont été relevées. Les inhumations étaient orientée du nord au sud. Ces sépultures ne présentent aucun signe de chrétienté qui n'arrivera que tardivement au Mans. Cela ne remet pas en cause l'existence du faubourg du pré, sur la rive droite de la Sarthe, comme premier quartier et premier cimetière chrétien de la ville. Après cette utilisation, le site deviendra rural aux IVe et Ve siècles. L'évêque Bertrand le signalera dans ses écrits. Entre la fin 1989 et l'été 1990, des fouilles sont entreprises tout au long du boulevard Mendès-France. L'hypothèse selon laquelle sous le haut-empire, tout le plateau entre Jacobins et Percée Central était urbanisé, est vérifiée. Les habitations se poursuivent ainsi dans l'orientation nord-sud avec d'autres voiries. Ces domus semblent cependant moins rustiques avec un sol bétonné bien qu'utilisant quand même le bois et le torchis comme matériaux de base. La nécropole, elle aussi, s'étendra plus au sud jusqu'au début du IIIe siècle.

### La domus desHalles

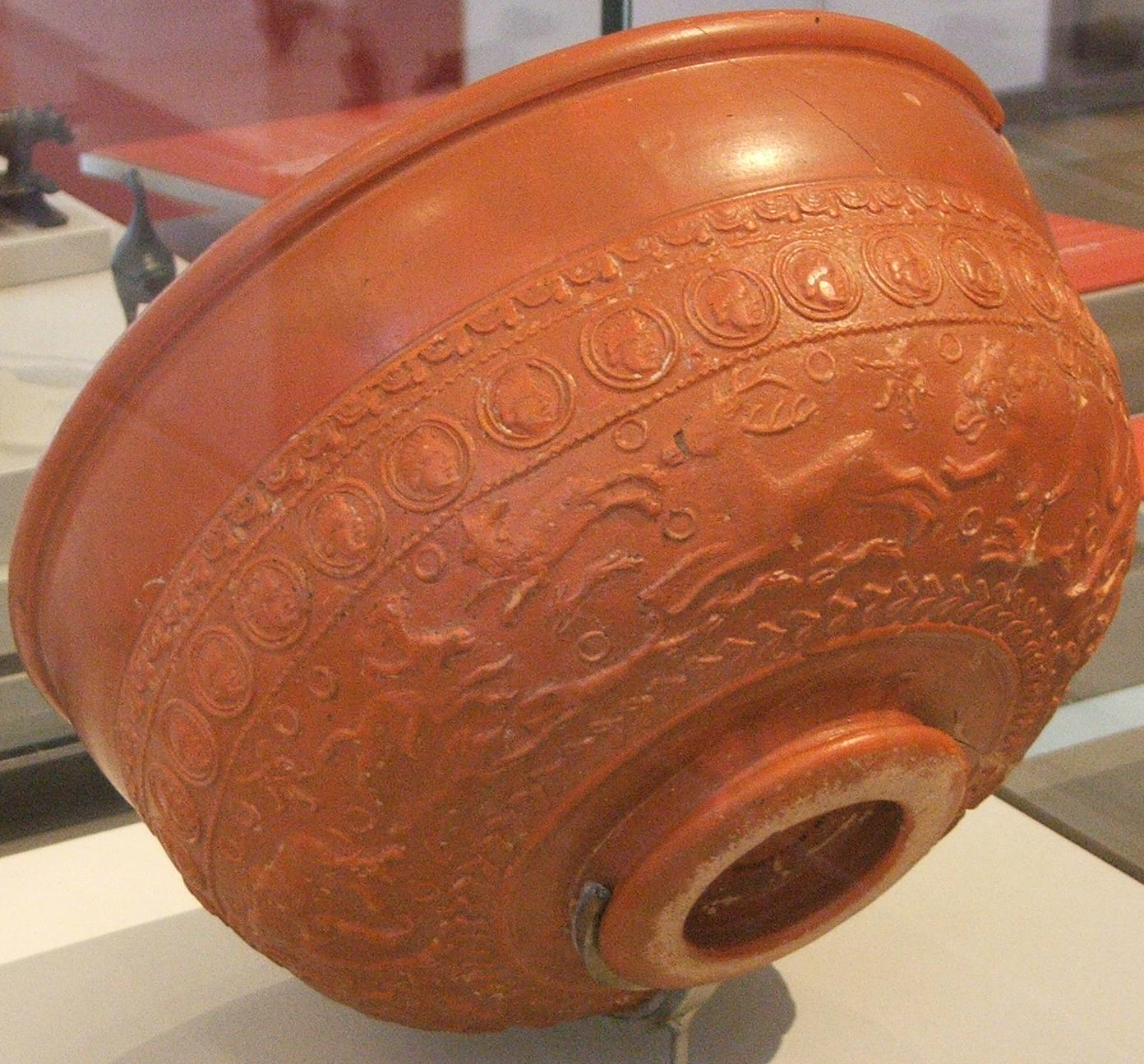
Coupe de céramique à scènes de chasse provenant du site des Halles

La domus du site dit des "Halles" est un exemple tout particulier de la forme que pouvait avoir une habitation bourgeoise à Vindinum. Cette demeure est très largement inspirée du modèle romain classique. Cette demeure dont les fondations ont été retrouvées à la fin des années 1980 est la plus significative et la mieux conservée de tout le quartier antique des Halles. Un découpage parcellaire a été pratiqué dans le quartier au début du Ier siècle. La domus est composée d'au moins trois corps de bâtiments, disposés autour d'une grand cour, elle-même fermée par d'imposants portiques. Au nord, une aile comprend au moins trois pièce. La partie sud fut détruite par le passage d'un égout moderne et elle n'a pas pu être fouillée intégralement. Le sol était de terre battue assez sommaire. Le bâtiment ouest possède une architecture moins massive que les autres. Les murs à pans de bois ne sont plus réalisés en solin maçonné mais en solin continu. Un portique relie les deux bâtiments, placés en parallèle au sein de la cour centrale. Aucune colonnade n'a pu être retrouvé pour ce dernier. Contrairement au reste de l'habitation, le sol est ici de béton de tuileau. Un second portique mène au bâtiment sud. Tout porte à croire que celle-ci soit une aile de service. Son niveau de circulation est même situé en contrebas de la cour et des autres portiques. La demeure devait faire un étage. Le bâtiment central devait en posséder deux. Dans le bâtiment le plus riche, Les cloisons séparant les pièces sont assez simples, encastrées dans des sols de béton tuileau entièrement lissés. Les tuiles sont assemblées et liées au mortier. Les étages devaient être aménagés en terre voire en pans de bois. De l'argile rubéfiée a également été retrouvé. Reste que l'organisation globale de la domus pose problème, car la jonction semble difficile entre les différentes parties de l'ensemble. Les travaux de fouilles posent une autre hypothèse selon laquelle la partie retrouvée de la domus ne serait que le "château central" d'un ensemble architectural bien plus grand, composé d'une autre cour au sud et d'un autre bâtiment strictement résidentiel. Cette domus est, comme les thermes, un exemple typique de l'assimilation de Vindinum aux coutumes romaines.

### La place du Marché Couvert
Ce site est grand de 1 500 m2. Il est situé dans l'ancien élargissement du ruisseau d'Isaac, soit à l'est de la butte du Vieux Mans. Il est aujourd'hui recouvert par le quartier des Halles, non loin du pont Gambetta sur la rive gauche de la Sarthe. Il devait être à peu de distance du port antique. L'occupation de cette partie de la ville commence dès le début de notre ère. Comme pour les autres quartiers, l'urbanisation sera abandonnée au milieu du IIIe siècle. Les principaux bâtiments de la première phase de construction sont de bois et de torchis. Le sol est composé de briques crues. L'assainissement du quartier était assuré par un canal orienté nord-sud. On a pu retrouver dans ce quartier des hypocaustes superposés, ce qui indique la présence de demeures de qualité, certainement à usage privé. Le quartier devait être centré autour d'une grande domus, au sud de l'angle actuel des rues Lecornué et Pasteur. D'autres constructions ont certainement pris place au cours du IIe siècle, en remplacement et après destruction des précédentes. Des outils artisanaux ont pu être retrouvés en nombre. On a ainsi pu émettre l'hypothèse de l'existence de plusieurs boutiques, mais aussi d'ateliers d'artisans comme celui d'un verrier dont on a retrouvé le four et quelques productions. Une voirie orientée est-ouest semble être l'une des plus importantes de la ville. Elle sera rehaussée plus de 13 fois jusqu'au bas-empire. Ce quartier fut un lieu de passage important du fait de la proximité des thermes et de maisons de qualité (domus des Halles). On a remarqué la présence d'une demeure d'importance au cœur du quartier. Puis, une hypothèse demeure, celle de la naissance d'un quartier « commercial » de nécessité, c'est-à-dire regroupant l'artisanat de la ville, en complément du forum situé sur les hauteurs de la colline du vieux-mans. On trouve finalement deux grandes domus assez différentes l'une de l'autre, séparées par des boutiques et des ateliers artisanaux. Si la domus des Halles est très soignée, un second ensemble présente une fabrication générale moins ordonnée, ce, certainement à cause d'un renouvellement continuel de la demeure. De ce côté également, trois fours furent trouvés, ce qui tend à prouver encore une fois la présence de fonderies et de verreries dans le quartier. Abandonné définitivement au IVe siècle, c'est sur ce quartier que furent enterrés de nombreux trésors que les habitants ne voulaient pas que l'on trouve à l'intérieur des murailles de la ville. Ces trésors datent pour la majorité de la seconde moitié du IIIe siècle, preuve de l'insécurité qui régnait autour de la ville. Le gros du trésor fut trouvé en 1864. Il comporte 838 monnaies dont la frappe est comprise entre 238 et 267.

### Le quartier de la République

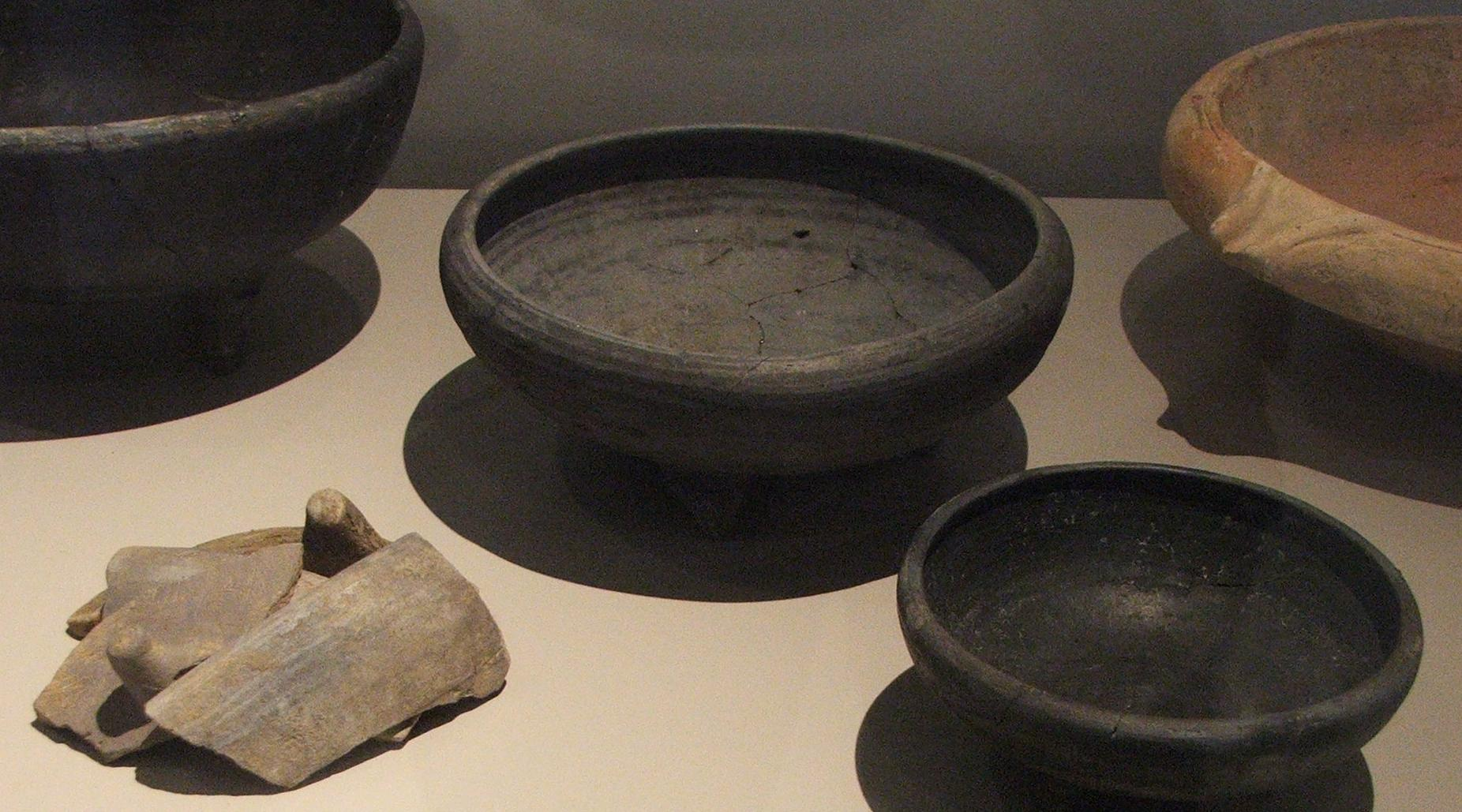
Bols tripodes du quartier de la République

Le quartier Saint-Nicolas et tout particulièrement la place de la République étaient déjà partiellement urbanisés avant le déclin de Vindunum. On a retrouvé quantité de céramiques, d'objets, de matériaux d'époque romaine sous le plateau Saint-Nicolas. Celui-ci correspond géographiquement à l'actuelle percée centrale, comprenant les rues périphériques, ainsi que toute la place actuelle de la république, sans oublier les rues Courthaldy et Docteur-Leroy. En soi, il est difficile de définir une limite stricte de l'urbanisation d'époque, sinon jusqu'à l'actuelle église de la Couture. De grandes fouilles sur ce site ont pu être organisées lors de l'opération percée centrale en 1970. On constate alors une forte importance de l'urbanisation à l'époque de Vindunum. On trouve plusieurs dizaines de structures souterraines comprenant de nombreux puits circulaires, plusieurs vestiges de voiries et de sols d'habitat. Dans cet endroit, l'habitation semblait plutôt riche, en dur, avec cailloux, briques et tuiles. Quatre sites ont pu être séparés et dégagés. On a découvert la présence d'un quartier artisanal avec plusieurs fours, tout près de l'ancienne installation des Ursulines. Des canalisations permettaient d'acheminer l'eau jusque là comme le confirment les restes de canalisations en bois. Deux structures semblent répondre à la définition de maisons artisanales à textile. Enfin, on a retrouvé du mobilier qui jamais ne dépasse le IIIe siècle, moment de l'abandon du quartier.

### Le site desFilles Dieuet de l'Eperon

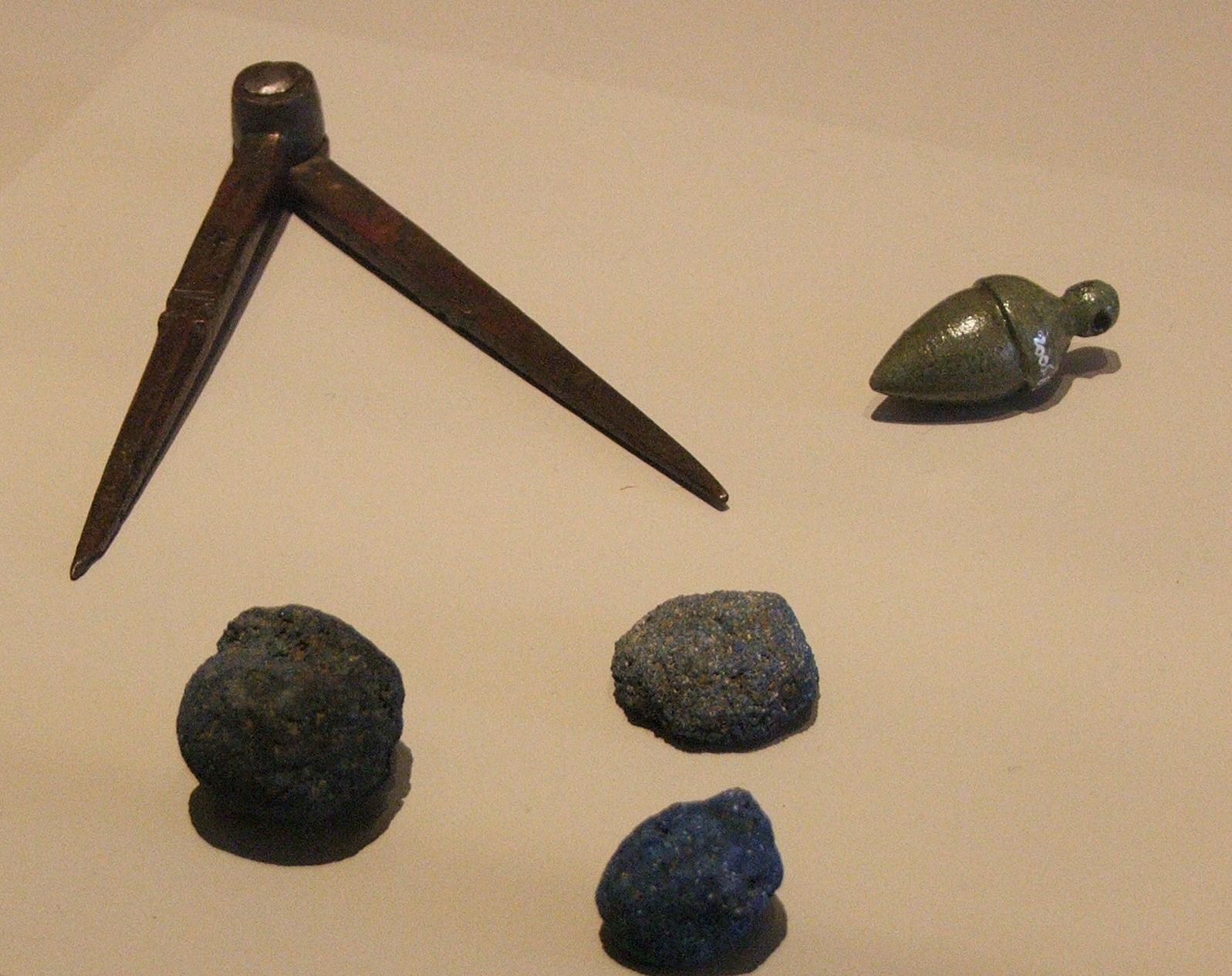
Compas, poids et boules de pigment bleu. Site des Halles.

On retrouva sur le site des filles Dieu, plusieurs habitats dont un en bois Tibérien assez correctement daté. Le ruisseau d'Isaac coulait selon un axe nord-est/sud-ouest avant de s'élargir vers la Sarthe, tout en passant par les actuelles places de la République et de l'Eperon. La vallée était alors encaissée de 6 à 7 mètres par rapport au niveau actuel. Le site découvert en 1982 devait faire une cinquantaine de mètres de large. Malgré une opération de sauvetage ayant tournée au fiasco, on a pu dater la création de ce quartier aux alentours des cinquante premières années apr. J.-C. Ce quartier fut établi sans hiérarchie par une agglomération de petits habitats autour du ruisseau. Les constructions furent effectuées en bois, en partie à cause d'une grande humidité du sol. Le quartier fut rasé un siècle après sa création, certainement à la suite d'une décision romaine. Il s'étendait alors au maximum sur 4 500 m2. Si le quartier est détruit, c'est pour permettre à Vindunum une meilleure adaptation à son milieu naturel. On va ainsi modifier le relief en déposant une couche d'argile de 40 cm environ. En même temps, on canalise le ruisseau d'Isaac en remodelant le fond de la vallée. On a pu relever des macro-restes végétaux d'une grande importance. On a également trouvé, voire reconstitué, tout un ensemble d'objets domestiques en bois allant de la cuillère, au peigne et une tablette d'écriture.
Ce site a permis l'étude de quelques techniques de constructions romaines, mais surtout de techniques gauloises. Trois demeures ont présenté une technique d'ossature de poteaux porteurs de grande section espacés d'1 à 2 m entre lesquels demeuraient une paroi. On a pu relever une chronologie plus ou moins précise de ce site grâce au mobilier et aux monnaies trouvées. Aucune de ces monnaies n'est postérieure au règne de Tibère (soit 37 apr. J.-C.). Quant au bois, on a pu mettre en lumière les phases d'abattage, or les plus anciens datent de l'an 4 de notre ère, et les plus vieux de 37. Les objets retrouvés ont beau témoigner d'une assimilation gauloise au mode de vie romain (nombreuses importations romaines), on ne peut que constater les techniques typiquement gauloises de construction sur tout le site, avec une prédominance nette pour l'habitat en bois.

## De Vindunum à Allonnes

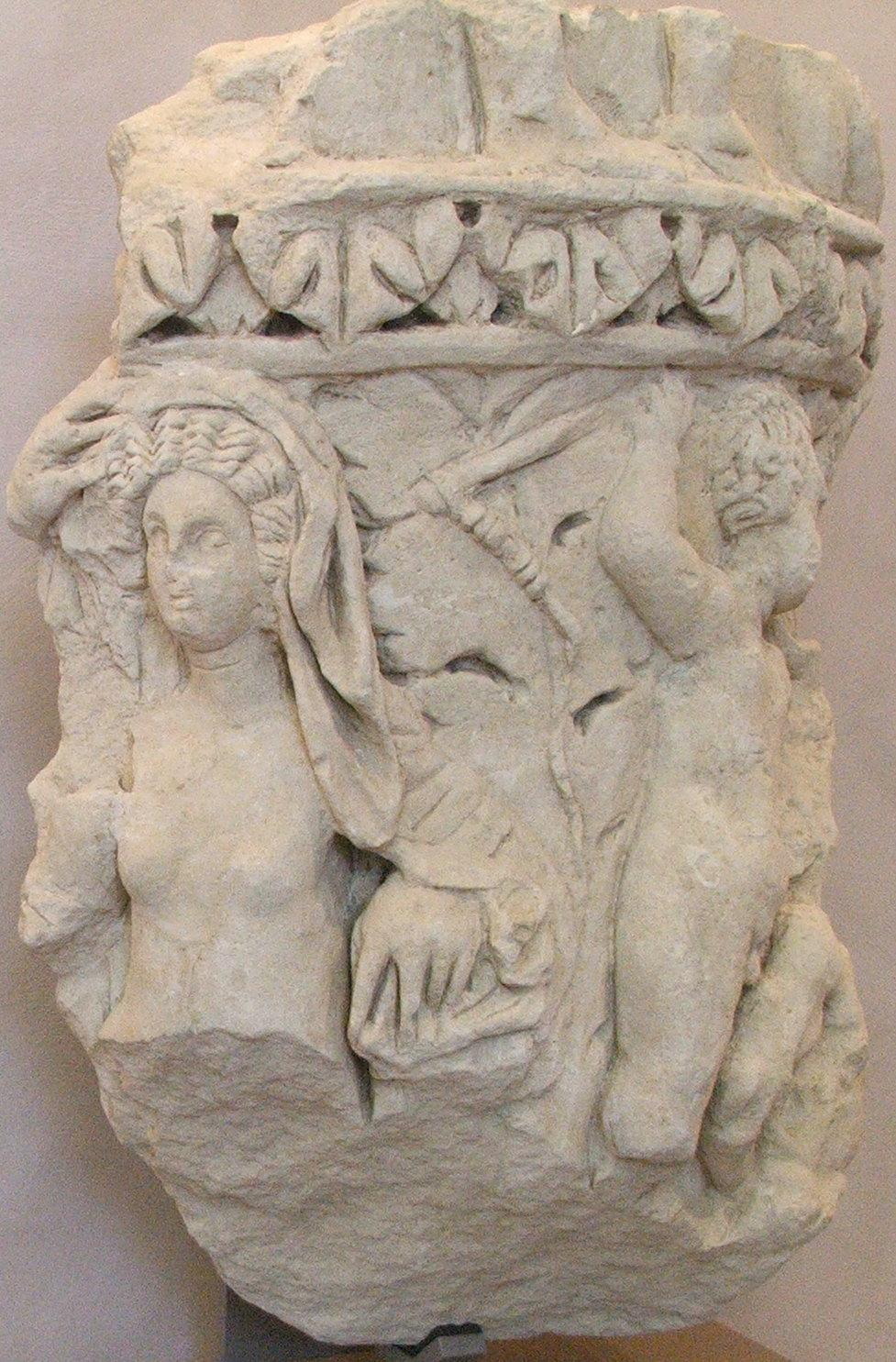
Tambour de colonne provenant de l'un des sanctuaires d'Allonnes

Allonnes est situé à cinq kilomètres du Mans en aval et sur la rive droite de la Sarthe. Allonna est un nom typiquement celtique signifiant "bois sacré" ou "près de l'eau" avec al près de et Aun rivière. D'autres chercheurs, à l'image de l'archéologue Lucien Beszard (ayant notamment travaillé sur l'histoire des patronymes Mayennais) ont cru y voir le nom d'une divinité. Des inscriptions similaires à celles retrouvées à Allonnes auraient ainsi été découvertes à Mannheim en Allemagne. Cela renforcerait l'idée de l'existence d'un dieu gaulois d'influence germanico-celtique qui aurait donné son nom à la ville. Bien que cette cité soit située assez loin de Vindinum, il ne fait aujourd'hui aucun doute que déjà, les deux villes possédaient un rôle complémentaire. Le site d'Allonnes est connu depuis longtemps. Des monnaies romaines y sont retrouvées dès 1774. Ce n'est qu'en 1950 (sous l'égide de Pierre Terrouane) que des recherches approfondies sont menées. L'identification du site est plus aisée et plus précise que pour Vindunum. Le sol a été moins travaillé et la présence humaine a été largement moins destructrice. Deux temples et un ensemble thermal ont été mis au jour. La majorité des pièces retrouvées (trésors, céramiques, outils…) étaient autrefois exposées au musée d'Allonnes. Conservées au Musée de Tessé depuis la fermeture de ce dernier, les pièces importantes sont de nouveau visibles dans le musée archéologique du Mans. Malgré la taille assez importante de ces trouvailles, on doute encore de l'importance d'Allonna entre un sanctuaire rural ou une véritable agglomération. Si Vindunum exerçait une autorité administrative plus importante qu'Allonna dès le Ier siècle, on ne sait rien de la démographie de cette dernière.

### La controverseAllonna
On crut longtemps que la ville d'Allonnes (à l'époque Allonna ou Alauna) fut la capitale des Cénomans plutôt que Vindunum. Au début du XXe siècle encore, on constate que la majorité des médailles les plus anciennes ont été trouvées à Allonnes. Pas moins de 405 monnaies gauloises, dont 5 en or, et pas moins de 17 monnaies romaines d'époque consulaire. Parmi les monnaies gauloises, on a pu en identifier 24 de cités différentes d'où la déduction qu'Allonnes soit un lieu de passage important. On croit également que le site convient mieux aux cités gallo-romaines habituelles. En 1953, Pierre Terouanne découvre un ensemble de sanctuaires. Au premier abord, on estime qu'il s'agit d'un temple construit sous le règne d'Auguste. On constatera par la suite que le site est avant tout un temple gaulois, sur lequel a été construit aux alentours du Ier siècle, un temple augustéen. Ont été découvertes des plaques commémoratives indiquant qu'il s'agissait d'un temple dédié au dieu Mullo. Ce dernier est un dieu des plus honoré dans l'ouest de la France. On a retrouvé d'autres temples similaires à Rennes et Nantes. On se rendra compte plus tard que le système de protection n'était cependant pas le même entre Vindunum et Allonna. Alors qu'Allonna ne possède pas de système défensif particulier, Vindunum possède les particularités des défenses "césariennes" avec des fossés protecteurs et des promontoires de guet. Cependant, il est toujours difficile de savoir laquelle des deux villes était la plus importante dans l'antiquité. Peut-être se sont-elles fait la guerre et affaiblies l'une l'autre durant cette période. Toujours est-il qu'au Ier siècle avant notre ère, Vindunum semble plus important. À l'heure une chose semble certaine. Alauna était une capitale religieuse importante, bien plus que Vindunum malgré ses divers temples. Alauna semble avoir été le grand sanctuaire régional du dieu Mullo. Cependant, une découverte de 1968 a révélé que la ville de Rennes possédait en son sein un temple et un flamine à vie du dieu en question. Cela semble donc réduire l'importance de ce temple quoique les circonstances de découvertes massives d'objets soient troublantes. Pour les deux villes proches, les rôles sont à peu près établis: Vindinum est un centre politique et militaire, et Alauna est une cité religieuse. Cette dernière est fouillée inlassablement tant le site peut apprendre sur le développement religieux post-romain dans la Gaule antique. Enfin, les routes principales reliant les grandes cités passent quasiment toutes par Vindunum et non par Allonna.

### Les sanctuaires de Mars Mullo et deMinerve
Le temple dédié à Mars Mullo, fut trouvé en 1953 au lieu-dit de la Foresterie. On sait que le temple ne date pas de l'époque romaine, mais qu'il a bien été reconstruit sur un édifice plus ancien, certainement créé en l'honneur d'un dieu indigène. La première grande modification est que le temple est rebâti avec une cella ronde, selon le modèle des fanums. L'entrée est située à l'est du bâtiment et est composée d'un portique. D'autres portiques sont situés au nord et au sud avec chacun des portiques reliant à des bâtiments annexes. Le temple est orienté est-ouest. Sa cella circulaire mesure 16,66 mètres de diamètre posée dans un péristyle carré mesurant 20 mètres de côté et prolongé d'un perron à l'est. Trois autels furent mis au jour, ils datent approximativement de la période Augustéenne. La fin du IIe siècle marque l'apogée d'Allonna et tout particulièrement de ce temple. La péribole est largement agrandie. Chose surprenante, Mars Mullo ne semble plus être la divinité vénérée au sein de l'édifice. Il semble avoir été remplacé par une divinité orientale qui jusqu'à maintenant est resté un mystère. Le sanctuaire sera vraisemblablement abandonné au IVe siècle, dans des temps ou les troubles se multiplient et où l'insécurité règne.
Entre 1977 et 1980, un autre temple fanum est partiellement dégagé au lieu-dit des Perrières. Il s'agit d'un sanctuaire créé sur une esplanade de près de 8 000 m2. Il semblait proche de construction des temples grecs. Son élévation devait être considérable, et sa taille semblait dépasser tout autre temple aux alentours. Sa façade d'entrée était axée sud-est, un couloir amenait à une cella de pas moins de 12 mètres de côté. Plusieurs bâtiments annexes se trouvaient sur l'esplanade. La principale inscription retrouvée était dédiée à la déesse Minerve. Il fut édifié au début du Ier siècle et abandonné tout à la fin du IIIe siècle.

### Les thermes
Les thermes d'Allonna furent dégagés au XIXe siècle. Le monument s'articule autour d'une grande place centrale composée de deux ailes principales.